# 女子柔道強化選手への暴力問題
女子柔道強化選手への暴力問題（じょしじゅうどうきょうかせんしゅへのぼうりょくもんだい）は、2013年に発覚した女子柔道の国際試合強化選手への指導陣による慢性的な暴力行為やパワーハラスメントの問題である。
日本の柔道界の体質問題や、更には助成金の不正受給にまで拡大し全日本柔道連盟の首脳陣の総退陣にまで至った。

## 概要

### 問題の発生とその経緯
2012年9月下旬に、ある選手が合宿中に監督の園田隆二に暴力を振るわれたことを全日本柔道連盟（以下、全柔連と記す）に訴えた。全柔連が園田と当該選手に事情聴取した結果、事実と判明した。この際に園田は「二度と暴力行為はしない」と約束したという。
しかし、10月下旬にブラジルのサルヴァドールで開催された世界団体の際に、園田はこの選手に対して「余計なことを言いふらしているらしいな」と厳しく責めたてたともいう。このような状況の中、11月5日に全柔連は園田の2016年リオデジャネイロオリンピックまでの監督続投を決定した。11月10日に園田は全柔連に始末書を提出して厳重注意を受けると、11月28日には当該選手に謝罪した。しかし、被害選手に高圧的な態度を取った園田に怒りを増幅させたロンドンオリンピック代表を含む女子の国際試合強化選手15名（引退した選手を含む）は、暴力の実態を把握しながら園田の続投を決定した全柔連には自浄能力がないと判断して、11月11日に園田らによる暴力やパワハラを訴える告発文書を作成すると、12月4日に日本オリンピック委員会（以下、JOCと記す）に提出した。さらに、12月25日には人事の見直しや、問題が解決されるまでの合宿の凍結、第三者による調査を求めるメールをJOC女性スポーツ専門部会に送付した。
2013年1月にJOCは告発者数名との面談を試みると、「怖かった」、「（園田監督の）顔は笑っていたんですが不安だった」との話を聞きだした。また、JOCからこの訴えを知らされた全柔連も再調査を試みた結果、2010年8月から2012年2月までの期間に暴力行為を5件確認することになった。
暴力の内容としては、竹刀で背中や尻を叩いたり、頭部にゲンコツ、顔面に平手打ちを食らわせたという。さらに、髪の毛を鷲づかみにしながら「お前なんか柔道やってなかったら、ただのブタだ」、「死ね」などといった暴言も合わせて浴びせていたという
。さらに、5件の暴力は1選手に対するものであり、実際は他の選手たちにもっと多くの暴力が振るわれていた可能性も指摘されている。
さらに、怪我を抱えたオリンピック代表候補選手2名に対してそれを考慮することなく2011年11月の講道館杯に、「出ないなら代表に選ばない。負けてでも出ろ。」と出場を強要した。1人は足をひきずりながら出場するも、途中で敗れてケガを悪化させた。もう1人は世界ランキング1位ということもあって、敢えて治療を優先して出場を断ると、翌月のグランドスラム・東京の代表メンバーから外されただけでなく、年越し強化合宿のメンバーからも除外されるという制裁を受けることになった。
これを受けて1月19日に全柔連の倫理推進部会は、暴力行為に関わった園田と男性のコーチ2名及び、連帯責任としてコーチ4名の計6名の女子強化スタッフに文書による戒告処分を科した。また、この間の経緯を強化合宿中の選手に説明することにもなった。1月20日になると、告発選手側は園田らが軽い処分で終わったことに納得できず、弁護士の辻口信良に相談を持ちかけた。その数日後に辻口は東京で告発選手15名のうち12名と直接対面して、代理人を引き受けることにしたという。1月25日に全柔連は事実経過や改善点をJOCに説明した。だが、1月27日には9選手が改めて被害を訴えにJOCに直接赴いた。

### 問題の発覚と園田の監督辞任
1月29日になってこの問題が報道されて公になると、1月30日には全柔連専務理事の小野沢弘史が会見を開いて、体罰問題の経緯と園田を始めとしたコーチ陣への処分を公表して、園田監督やコーチを辞めさせる意向はないと述べた。また、全柔連会長の上村春樹も同様の見解を示した。同日には園田の勤務先である警視庁がこの問題で本人に事情を聞くと、場合によっては厳正な処分もありえるとの見解を示した。
しかし、1月31日になると記者会見に出席した園田は「これ以上強化に携わっていくことは難しい」と辞任を表明して、謝罪することになった。また、暴力に関しても、「選手に手を上げることを必ずしも暴力とは感じていなかった」との認識を示す一方で、「全日本の合宿で自分以外のコーチが暴力を振るっているのを見たことがなく、自分が特殊だった」とも述べた。
2月1日には全柔連に提出した進退伺いが受理されて正式に監督を辞任することになった。強化委員長の斉藤仁は暴力行為を知りながら園田の続投を決定したことに反省の言葉を述べた。
後任として、当面は日体大の重量級担当コーチ・田辺勝が監督代行を務めることに決まった。さらに園田の辞任を受けて、上村全柔連会長はJOC選手強化本部長を辞任した。
また、国際柔道連盟(以下、IJFと記す)は柔道の創始者である嘉納治五郎の柔道精神と理念を引き合いに出して、今回の一件を非難する声明を出した。

### 「緊急調査対策プロジェクト」の立ち上げと告発選手による声明文公表
一方JOCは、「緊急調査対策プロジェクト」を立ち上げて被害を訴えた選手への聞き取りを全柔連の立会いなしで実施することに決めた。
2月4日には選手側の代理人を務める弁護士の辻口信良と岡村英祐が記者会見を開いて、「全日本女子ナショナルチーム 国際試合強化選手15名」名義の声明文を代読した。
全文は以下のとおり。
この声明文でも触れられていたロンドン五輪の代表選手発表における問題とは、2012年5月13日にロンドンオリンピック代表を発表する記者会見の場において、全柔連の許可を得てその模様を放映したフジテレビが、発表に見入る男女のオリンピック代表選出選手と落選選手の表情を交互にアップで映し出した見せ物のような演出を指す。
2月5日には全柔連の臨時理事会が開かれて、この問題を解決するために外部有識者を招いて調査委員会を設置することに決めた。さらに、女子選手の相談を受け持つ支援ステーションの拡充とともに、女性理事や女性監督の登用にも理解を示す姿勢を見せた。加えて、全柔連理事の山下泰裕は「選手に申し訳ない。プレーヤーズファーストを大事にしないといけない。」と述べると、全柔連副会長の佐藤宣践も「（全柔連の）倫理規定に、体罰はルール違反だと書いてある。体罰はドーピングと同じことだ。」との見解を示した。
さらに、前日の声明文で名指しされていた前強化委員長であり園田の監督続投を強力に推進していた全柔連強化担当理事・吉村和郎が辞任を表明するに至った。この際に吉村は、強化合宿における暴力行為に関して「私は一回も見ていない。そういうことがあれば何かの措置を取ったと思う。」と釈明した。加えて、女子コーチの徳野和彦も5日に遠征先のブルガリアから緊急帰国すると、選手に対する暴力行為を認めて引責辞任することになった。選手側代理人である弁護士の辻口は吉村全柔連強化担当理事の辞任に一定の評価を示した。
2月6日に弁護士の辻口は「暴力行為を告発した15名がずっと匿名でいることは理屈の上ではおかしいと分かっているので、名前を公表するか再協議する」と発言した。さらに、この件でJOCが設置した「緊急調査対策プロジェクト」のメンバーでJOC理事でもある橋本聖子が、「プライバシーを守る観点から告発選手が表に出てこないのは問題だ」と発言するものの、後に氏名を公表すべきという趣旨で発言したのではないと釈明した。一方、JOC女性スポーツ専門部会の部会長・山口香は氏名公表は時期尚早との見解を示した。
さらに、山口は告発選手をサポートしていたことを公表した。山口によれば、園田に暴力を振るわれた選手が2012年10月の世界団体で活躍した際に、『厳しく指導したのがつながったんだ』と暴力の反省もせず、肯定するかのような発言を園田がしたことを聞き及び、それに憤怒を覚えて全柔連に園田の辞任を求めたという。一方、選手には色々アドバイスを与えたものの、それ以上のことはせず、一連の告発への直接の関与は否定した。
2月7日になると弁護士の辻口は、選手の不安が大きいので選手名は公表しない見解を示した。
2月8日には男子のオリンピック出場選手が女子選手から聞いた話として、園田らが強化合宿後の打ち上げの酒の席に女子選手を強制的に出席させてお酌をさせていたと語った。
同日、全柔連は公式サイトに「この度の柔道女子ナショナルチームにおける暴力ならびにパワーハラスメント問題につきまして、国民の皆様に大変なご心配をおかけしていますことを心よりお詫び申し上げます。」と謝罪文を掲載した。
さらに、全柔連会長である上村はグランドスラム・パリ大会に出向いて、IJF会長のマリウス・ビゼールに今回の一件を詳しく説明するとともに、謝罪することになった。ビゼールは今回の件を改めて非難するとともに、全柔連とともに合同調査を行うことを発表した。
2月12日に全柔連は相次いで辞任した吉村和郎、園田隆二、徳野和彦の3名を今後IJF主催の試合や国際合同合宿から締め出すことに決定した。さらに、IJFもその決定を了承して、それ以上の処分を課すことはないとの認識を示した。また、3月18日の全柔連理事会において調査委員会からの提言を受け、その結果をIJFに報告する意向も示した。
またこの日から、JOCの「緊急調査対策プロジェクト」メンバーである橋本聖子や荒木田裕子ら理事4名と弁護士が告発した選手への聞き取り調査を始めた。また、橋本は告発選手の氏名を明らかにすることはないことを改めて強調した。

### 第三者委員会の設置と検証作業
2月14日に全柔連は今回の問題を検証して、組織のあり方を提言する第三者委員会の設置を発表した。委員長には前検事総長で弁護士の笠間治雄、委員には空手家の高橋優子、精神科医の香山リカ、日本サッカー協会の副会長・田嶋幸三、柔道元フランス代表で慶應大学柔道部コーチのピエール・フラマンが就くことになった。第三者委員会は場合によっては告発選手や辞任した園田らも含めた聞き取り調査を行う可能性もあることを示唆した。
また、同日には全柔連の上村会長が文部科学大臣の下村博文に今回の経緯を説明するとともに、謝罪した。さらに、全柔連強化委員長の斉藤も味の素ナショナルトレーニングセンターで開催されたJOCの緊急コーチ会議の席上において今回の一件を謝罪することになった。
一方、ヨーロッパ遠征から帰国した筑波大学の緒方亜香里が今回の問題に関して選手として初めて言及して「騒動になっているんですど、いい方向に進んでもらいたい。柔道をやりやすい環境になってくれたらいいと思います。」と語った。また、監督やコーチが辞任した件に関しては「仕方ないですね。いろいろありましたし。」と述べた。さらに綜合警備保障の田知本愛は「いつも通り試合に集中できました」、渋谷教育学園渋谷高校の朝比奈沙羅も「みんな混乱しているんで、早く問題が収束してほしいです」とそれぞれ感想を述べた。
2月19日には全柔連が設置した「柔道女子暴力・パワハラ問題」第三者委員会の初会合が開かれた。全柔連が独自に調査した事実関係を踏まえた上で、第三者委員会に改革への提言をしてもらう意向だという。第三者委員会は全柔連会長である上村や前監督の園田など約30名の関係者から事情を聞くために「聞き取りリスト」を作成した。委員の1人はJOCとは別に選手の聞き取り調査も希望したものの、委員長の笠間は選手が匿名にしている以上それは難しく、上村は今回の提言を全て受け止めると語った。
一方、JOCは同日までに選手15名のうち約10名の聞き取りを終え、全柔連に対して指導を行うとしていて、補助金の減額も有り得るという。
2月21日にJOC加盟団体審査委員会は全柔連に対する処分を3月19日の理事会で答申することに決めた。
2月26日に代理人である辻口・岡村両氏は、25日に第三者委員会による告発選手への聞き取り要請があったものの選手側による全柔連への強い不信感や匿名性確保という観点、さらにはJOCによる聞き取りがすでに行われていることを理由に拒否したことを明らかにした。
また、JOCの「緊急調査対策プロジェクト」は26日までに選手への聞き取り調査が4分の3以上終了したことを発表した。今後は辞任した園田ら指導者側からの聞き取りも行うとしている。聞き取り調査に関しては、いつ、どこで、誰に暴力を受けたかという具体的な事実に重点が置かれたという。さらに、暴力以前の問題として、指導者と選手間に人間同士のごく当たり前の関係が構築できていたのか疑問が呈されることにもなった。加えて、告発選手の名前は今後も明らかにされることはないことを改めて述べた。
さらにこの日、ヨーロッパ遠征から帰国した強化委員長の斉藤は指導者と選手間のコミュニケーショーンを円滑に図るために選手会結成を提案した。
2月28日に部会長の山口香は全柔連の第三者委員会の聞き取り調査を受けて、「選手の意見を吸い上げるような組織システムを構築してほしい」と提言した。また、女性監督の起用に関しては、「時期尚早。顔が浮かばない。お飾りになるならやらない方がいい。」との見解を示した。ただ、2020年のオリンピックでは女性監督もありうるとして、その候補として塚田真希や谷本歩実の名前を挙げた。
3月1日には第三者委員会の2回目の会合が開かれて、全柔連会長である上村や園田を始めとした10名以上の関係者への聞き取り調査の経過報告や意見交換が行われた。ある委員によれば、15名の告発選手が全柔連への不信感から第三者委員会による聞き取りを拒否していることもあり、問題の核心に迫るのが難しいことから、具体性を有した提案はしづらい状況にあるという。委員の1人である田嶋も「人事や、強化システムそのものについて言及するのは難しい」との見解を示した。ただ、委員長の笠間によれば、これからも告発選手への聞き取りへ向けた接触は図っていくつもりだとも述べた。この会合を受けて、上村は8日の最終会合での答申を期待していると述べた。この答申を基に18日の全柔連理事会で組織改革を協議することになるという。
さらに上村は、未整備な状況になっているライセンス制度の導入にも前向きの姿勢を示した。
また、この日ヨーロッパ遠征から帰国した監督代行の田辺勝は、今回の騒動で試合に出場した選手にも多少の動揺が見られたものの、選手のサポートはきちんと果たすことができたと語った。さらに、「強化体制に関しては、変えるべきところは変えていかなければならない」と付け加えた。自身は女子強化コーチである貝山仁美、薪谷翠とともに、今後JOCから今回の問題に関する聞き取り調査を受けることになるという。
3月4日には監督代行を務める田辺とコーチの貝山及び薪谷が、これ以上コーチを続けるのは難しいことを理由に辞任の意向を示した。暴力行為への関与なしとされながら、暴力行為を認めて辞任した前監督園田らとともに連帯責任で戒告処分を受けたことへの撤回を全柔連に求めていたが、それが受け入れられなかったためだという。しかしその後、全柔連会長の上村が3名は暴力やパワーハラスメントには関わりなかったと明言した。「連帯責任にしたのは悪しき慣習で、手続き上も不備があった」とその見直しも示唆した。さらに、強化委員長の斉藤による説得などもあり、田辺は処分が撤回された場合に限り、女子の新体制が発足するまで監督代行の職務を全うする意向だと語った。また、3月下旬に味の素ナショナルトレーニングセンターで、試験導入された新ルールの検証と対策を目的にした強化合宿を予定通り行うことも確認された。

### 第三者委員会による5項目の提言
3月8日に第三者委員会は3回目の会合を開いて、3月12日に全柔連へ答申する女性理事の登用や暴力の根絶などを含む組織改革に向けた提言をまとめた。この提言は練習現場の視察や全柔連会長の上村や女子選手を含めた関係者20名ほどの聞き取りを踏まえたうえでのものだという(聞き取りを行った女子選手の中に告発選手が含まれていたかは明らかにされなかった)。笠間治雄委員長は「組織ということで考えれば、全柔連は未成熟。答申を受けたから良い組織になるわけではなく、今後の全柔連のやる気にかかっている」と発言した。また、委員の田嶋幸三が「スポーツ界は法令順守などで未成熟なことが多い。柔道界が暴力を根絶し、いいガバナンス（統治）をできれば日本のスポーツ界全体にいい影響を与えると思う。」と発言すると、同じく委員である香山リカは「柔道界は伝統を重んじるあまり、今の常識とかけ離れてしまう部分があった。透明性や説明責任など今の社会で求められていることは、柔道界のような伝統社会でも求められる時代になっている。」との見解を示した。これに対して上村は、「提言をきちんと受け止め、しっかり取り組んでいかねばならない」と述べた。
3月12日には第三者委員会委員長の笠間らが全柔連に報告書を答申した。答申の概要は以下の通り。
答申では複数の選手が肉体的のみならず精神的暴力を恒常的に蒙っていたなど、暴力行為が現に存在していたことを改めて認定した。委員の香山もこの点に関して、「『死ね』は、あいさつがわりだったと聞いている」と述べた。さらに答申では、「一部には暴力的指導で強くなる選手もいるという考えが根強く残っており、それを否定するための明確な指針はなかった」と、指導者が従うべき倫理的指針の不在を始め、組織的対応の拙さ、適切な情報開示の不備などが指摘された。また、全柔連理事に複数の女性や、法曹関係者など外部からの人材登用を提言するとともに、改革の過程を明らかにすることも合わせて求めることになった。
加えて笠間は、女子には女子の監督が相応しい時期に来ていると述べるとともに執行部には国際感覚に優れ、対外交渉能力に秀でた人材を外部から登用することの必要性を語った。しかし、第三者委員会は個人の責任を認定する性質のものではないとのことから、一般論として組織のトップの責任に触れたのみで、全柔連会長である上村個人の責任を直接問うことはなかった。
これに対して上村は、「柔道界が健全に発展していけるように、答申された内容を実行に移すのが自らの役割」と述べた。
一方、告発選手側の代理人を務める弁護士の辻口はこの答申の内容を前向きに評価するとともに、概要を一部の選手にメールで伝えたことを明らかにした。また、告発選手の相談役を務めた部会長の山口もこの答申を評価するとともに実現していくことの重要性を指摘した。
さらに、答申において提言された女性理事の候補として、1992年バルセロナオリンピック及び1996年アトランタオリンピックで銀メダルを獲得した日本大学准教授であり柔道部コーチでもある、文部科学省の中央教育審議会委員を務める田辺陽子の名前が挙がっているという。
またこの日に、JOCは告発選手15名の聞き取り調査がすべて完了したことを明らかにした。それを踏まえた報告書をJOC加盟団体審査委員会に提出して、同委員会が全柔連に対する処分を決定することになるという。
3月13日には強化選手の所属先関係者と強化方針の意見交換を行う「強化連携フォーラム」において、全柔連委員長の斉藤は今回の騒動について出席者に謝罪した。

### 「緊急調査対策プロジェクト」による報告
3月14日にJOCは加盟団体審査委員会を開き、「緊急調査対策プロジェクト」による聞き取り調査の結果を踏まえて、女子選手に対する暴力行為やパワーハラスメントなど重大な不当行為の存在、及びそれに対する全柔連の稚拙な対応を改めて確認することになった。
3月16日には告発選手側代理人である弁護士の辻口らが、JOCの「緊急調査対策プロジェクト」の聞き取り調査が完了したことを受けて、最後の代理人業務となる会見を開いて、先月に続き2度目となる国際試合強化選手名義による声明文を公表した。そこではJOCや第三者委員会などに対して感謝の気持ちが表明されるとともに、「今回の調査結果が生かされ、すべてのスポーツの現場から暴力やハラスメントがなくなることを願っています」といった発言を含む「お礼」と題した声明文が読み上げられた。声明文の全文は以下の通り。
3月17日にはこの問題を受けて強化担当理事を引責辞任した吉村和郎がインタビューに応じて、「選手たちの意見を聞くのは時代の流れだろうが、指導者と選手の対等な関係を望むなら告発選手は名前を出して訴えるべきではなかったのか」と語った。また、園田に暴力を受けたある選手は、ロンドンオリンピック後に「先生はアメとムチが上手でクソーとなったあとにいつも好きって毎回なりました」と認めた色紙を園田に手渡していたとも語った。

### 全柔連の対応
3月18日に全柔連は講道館で理事会を開き、第三者委員会による答申をもとにした改革案を協議した結果、「改革提言具体化検討プロジェクト」の設置を決めるとともに、「暴力・暴言根絶宣言」を採択することになった。複数の女性理事や外部理事を執行部に登用するなどの具体的な改革案は6月の理事会までにまとめ上げるという。理事会前に開かれた執行部会(会長と副会長2名と専務理事の計4名による陣容)では、会長である上村春樹の「改革優先案」が第一副会長の藤田弘明と専務理事小野沢弘史に支持されて、同じく副会長の佐藤宣践が提案した「執行部刷新案」は退けられる格好となった。その後の理事会では冒頭で、講道館柔道の創始者である嘉納治五郎の孫に当たる講道館名誉館長の嘉納行光が「一枚岩でやっていきましょう」と呼びかけた。この発言の影響力は大きく、執行部会に続いて佐藤が執行部の責任を改めて取り上げて進退に言及したものの、佐藤の弟子に当たる山下をも含めた他の22名の理事からは一切賛同を得られることなく、結果として上村を始めとした理事全員が留任することになった。上村は今回の問題で責任を認めたものの、この難局を乗り切るためには辞職するのではなくて、第三者委員会の提案を実行していくことこそがわれわれの仕事であると語った。この決定に対してJOCの市原則之専務理事は、JOCとしては全柔連の人事にまで介入できないと語った。一方、告発選手をサポートしてきた山口は「世間は全柔連を自浄作用のない組織と見るでしょう。女性は今まで理事に加われなかったんですが、このような組織なら入っていなくて良かった。この組織は何が起きても変わらないと実感しました。」と批判した。
また、全柔連は第三者委員会からの報告書を公開した。そこでは2010年から2012年にかけて、園田による特定の選手に対する暴力や暴言行為が7件認定されていた。具体的には2010年の広州アジア大会や2012年のグランドスラム・パリ大会の試合終了後に数回殴打して「死ね」と暴言を吐いた行為や、2012年に釧路で行われた強化合宿での体幹トレーニングの最中に髪の毛を引っ張ったり、別の合宿で箒の柄で殴打したことなどが記されていた。加えて、2012年の世界団体の直前には園田が「俺に何か文句があるのか。俺を嫌いなんだろう。」といった趣旨の発言をすると、近くにいた強化委員長の吉村が「監督を訴えてやれ」などと茶化すやり取りもしていたことがあきらかになった。
さらにこの日、強化委員会はバルセロナオリンピック銅メダリストで筑波大学でコーチを務める増地千代里が新設の女子強化部長のポストに起用することになった。増地は強化副委員長も兼任することになった。女子の新監督に関しては当初、強化の継続性や今年から試験導入された新ルールを2月のヨーロッパ遠征で実際に体験している点なども踏まえて、選手からの信頼も厚いとされる監督代行の田辺を次期監督に昇格させる意向だったものの、暴力行為に関わっていなかったとはいえ、辞任した園田や強化コーチの徳野と一緒に行動していたかのように受け取られかねないといった意見が上がるなど、実業団や大学の指導者からの反対意見が多かったこともあり、結果として起用を断念した。代わりに、全柔連女子ジュニアヘッドコーチで仙台大学柔道部総監督でもある南條充寿を昇格させることになった。強化委員長の斉藤は「非常に優秀で、みんなが納得してくれる監督」と評した。南條新監督の任期は2014年の世界選手権までを予定しており、その後は第三者委員会の答申で求められた女性監督が起用される可能性もあるという。また、暴力行為とは無縁とされながら連帯責任で戒告処分を受けた監督代行の田辺及び女性コーチである貝山・薪谷両氏の処分撤回が決まった。

### JOCによる処分
3月19日にはJOCが理事会を開き、「緊急調査対策プロジェクト」による最終報告書を踏まえたうえで、強化合宿においてなされた暴力や侮辱的発言を「重大な不当行為」と認定して、全柔連に対する今年度の交付金を停止することに決めた。なお、2012年度の交付金は約2,500万円だった。調査に当たった弁護士の山内貴博によれば、昨年12月4日に提出された最初の告発文では特定の選手に対する暴力ではなく、柔道界全体のハラスメント行為に関するものだったが、それを全柔連の調査では特定の選手のケースだけに矮小化したと、全柔連側の初期対応の稚拙さを改めて問題にした。
JOCの調査報告書では、前監督の園田による問題行為として、合宿や試合会場で複数回、感情に任せて一部選手の顔を強く平手打ちして、時に外国人が止めに入ることもあったことが指摘された。さらに、棒や鞭状のもので選手を威嚇しながら「叩かれないと動けないなら家畜と一緒だ」「消えろ」「能なし」「ブタ」「ブス」などと罵声を浴びせる行為や、ケガをした選手の状態を考慮せずに大会や合宿参加を強要したことも合わせて指摘された。前コーチの徳野の場合は、練習を真剣に行っていないように見えた選手に対する感情に任せた暴力行為が指摘された。
また、前強化委員長の吉村を始めとした連盟上層部が、園田体制における選手への不当行為を認識していなかっただけにとどまらず、一部不当行為に自ら加担して問題の解決を怠ったとした上で、「組織として行った不当行為」にも言及した。具体的には、吉村が選手の練習中に道場の脇で居眠りやマッサージ行為に耽っていたことや、コーチに馬乗りになって口を塞ぐといった悪ふざけ行為をしていたこと、強化コーチの徳野が寝技の練習において選手の口を塞いだり、虫の死骸を近づけたりする嫌がらせ行為、それらを他のコーチは認識していながら黙認して改善に向けた行動を取らなかったことを挙げた。続いて、代表選考の過程に透明性が確保されていないことから、指導者に逆らうと選手選考において不利に扱われるのではないかとの不安・疑念を生じさせたこと、連盟の意向や都合により負傷した選手を合宿や大会に参加させて悪化させたこと、ロンドンオリンピック代表選手の発表において、落選選手の表情をテレビ中継するといった選手の尊厳を傷つけた行為を挙げた。
また、園田の監督時代に選手がメッセージカードを手渡したり、「園田組」というTシャツを作っていたりと、一見良好な関係を築いていたように見えたものは、ある選手が「園田監督を勘違いさせた私たちが悪かった」といみじくも語ったように、全て園田に配慮した上での演技であったとJOC理事の藤原庸介は明らかにした。続けて、園田は突如として目が据わり、怒りで我を忘れる傾向にあり、「選手は園田監督を心の底から恐れていた」とも語った。なかには園田の顔を見ただけで吐き気を催す選手さえいたという。このような状況が一方でありながら、前強化委員長の吉村や園田は選手との信頼関係を全く疑っていなかったという。かくの如き実態に藤原理事は「負傷しても相談できず、試合出場を強要される。これが一番の暴力」と述べるとともに、「園田監督も指導者としては非常に有能だった。選手側も人をあてにして自分の意見を伝えていない。」と付け加えた。同じくJOC理事の荒木田裕子も「正直びっくりしましたし、おぞましい」と述べるとともに、「ボタンのかけ違いがどんどん大きく広がっていった印象」と語った。
このような状況を踏まえた上で、JOCは全柔連に対して13項目にわたる改善勧告を求めるとともに、3カ月ごとに改善策の達成状況の報告を義務付けた。JOC自身に対しても相談窓口の設置や、問題が生じた場合に日本スポーツ仲裁機構を通しての態勢づくりなど10項目の改善策を求めることになった。全柔連に対する13項目の改善勧告の概要は以下の通り。
これを受けて全柔連会長の上村は「財政的な影響より、処罰を受けたことを重く受け止めたい」と語った。さらに、JOC理事会後に常務理事でもある上村は、今年6月の任期満了に伴い理事を退任することを明らかにした。後任には山下泰裕を推薦することになった。山口は選手の声が入っているJOCの報告より先に全柔連が強化委員会も開かずに監督人事を進めたことに不快感を示した。一方、JOC理事の藤原からは山口がJOC理事でもありながら、全柔連広報副委員長や筑波大学大学院准教授などの肩書きでの登場であったとはいえ、マスコミにおいてJOCが調査中の事柄を盛んに発言していたことへの苦言を呈されると、「選手にはそれだけ頼る人が少なかったということ」と弁明した。
3月20日には女子強化委員会が開かれて、18日の理事会で代表選手選考における基準の明文化を決定したことを受けて、5月の選抜体重別までに選考基準を作成することを確認した。6月の理事会で諮られることになる。強化委員会後に新監督となった南條は「園田監督が目指した方針は間違っていなかったんですが、方法論が間違っていたから問題が出た」「チームワークを大事にし、風通しの良い環境をつくることが大事です」と抱負を述べた。また新設の女子強化部長に就いた増地も「女性コーチを増やすのならば（育児面などの）支えが必要となる。そういう意見も言ってロールモデル（手本）として働きたい」と語った。一方、告発選手の代理人を務めた弁護士の辻口は関西大学で開かれた「スポーツにおける暴力」というシンポジウムにおいて、全柔連の現体制が温存されたことに関して「それでいいのか、いうのはある。すごい組織ですよね。普通では考えにくい」との感想を述べた。
3月21日の講道館理事会において、講道館館長でもある上村は一連の不祥事に関する事情経緯を説明した。また、全柔連は第三者委員会やJOCの提言を受けて暴言などの「禁止用語」を細かく規定した指導者ガイドラインを作成することに決めた。
19日には「柔道界の中に入りこまないように、少し外から期待して見守るしかない」とも話していた山口は全日本学生柔道連盟会長でもある佐藤宣践の推薦もあり、ロサンゼルスオリンピック60 kg級金メダリストの細川伸二に代わって3月20日付けで女子強化委員に就任することになった。その際に「選手や指導をされる先生方がやりやすい環境になるよう、思うところを発言していく」と語った。さらに、コマツの杉本美香と了徳寺学園の福見友子がコーチ就任を要請されたものの、両者とも指導経験の少なさの他に杉本の場合は膝の手術などで暫く現場に出てこれないこと、福見の場合はまだ現役であることを理由に辞退した。一方、イギリスに海外研修中の特別コーチである綜合警備保障の塚田真希も帰国次第コーチに就くことになった。4月からフランスへ2年間の研修に向かうコマツの谷本歩実も特別コーチとなる。これで、園田体制の下でコーチとして残っていた田辺勝、貝山仁美、薪谷翠、渡辺一貴は全員新体制から外れることになった。強化委員長の斉藤は告発した15選手にも配慮した上で人事を一新した強化体制になったと語った。

### 新体制の始動
3月25日には新体制となって初めての強化合宿が味の素ナショナルトレーニングセンターで行われたが、監督の南條と新コーチとなる小川接骨院の小川武志、綜合警備保障の小橋秀規及び神奈川県警の松本勇治の男性のみで、女性コーチ不在での開催となった。南條監督は約60人の強化選手を前に「オリンピック、世界選手権の優勝を目指す集団として、自覚を持った行動をしよう」「騒動があっても甘くなることはない。目標は変わらない。」と語りかけるとともに、選手との積極的な意思疎通を図っていくことを明言した。今回の合宿に参加したロンドンオリンピック57 kg級金メダリストであるフォーリーフジャパンの松本薫は、合宿の雰囲気が今までと変わったと述べるとともに「今までは先生方が責任を持ってくれていたのが、一人一人が責任を持つようになってきた」と話した。世界選手権48 kg級で2連覇をしているコマツの浅見八瑠奈は「（練習の）雰囲気は変わりつつあると思う。応援してもらえるように頑張りたいです。」と語った。さらに今春、国士舘大学に進学した48 kg級の岡本理帆は「いい形で練習・合宿できたりするのを考えてくれていると思いますので、私たちは先生を信じてこれからやっていきたいです」と述べた。
3月26日に全柔連は臨時理事会と評議員会を開いた。臨時理事会においては、第三者委員会の提言とJOCからの改善勧告を具体化するための「改革・改善実行プロジェクト」を設置して、全体の責任者に上村が就任することを決めた。改革・改善項目の概要は以下の通り。
このようにプロジェクト内に分科会を設けて、それぞれに責任者を置くことを決めた。「暴力根絶宣言」の作成と指導指針の策定の責任者には山下泰裕が就くことになった。指導指針の策定には早稲田大学教授でスポーツ科学学術院の友添秀則や1988年ソウルオリンピック61 kg級銅メダリストである北田典子らが加わることになった。法令順守の分科会には法律の専門家など外部有識者を招く考えを示した。
また、北京オリンピックでは女子代表監督を務めた強化委員長の日蔭暢年が健康上の理由で退任することになった。日陰が担当していた選手の相談窓口となる支援ステーションは、強化副委員長の増地が新たに担当することになった。
続く評議員会では冒頭で全柔連会長の上村が一連の不祥事を出席した各県代表の評議員に謝罪したが、鳥取の元参議院議員・常田享詳は全柔連の公益財団法人が取り消される可能性を懸念した上で、「トップが辞任して新体制で一致結束すべきだ」と進言すると、それに賛同する声が相次いだ。また、了徳寺学園の了徳寺健二理事長は、親しくしている現内閣の友人二人から証人喚問の声もあがっていたと明かすとともに、証人喚問になった場合は今回のような受け答えで乗り切れるのかと発言した。
さらに評議員会では、これまで選手はIJFグランプリシリーズにおいて得た獲得賞金の半分を全柔連に徴収されていたが、選手側の不満にも配慮して選手が全額受け取れるように競技者規定を改定したことが報告された。また、競技者規定には、選手側が代表選考などで全柔連に異議申し立てをした場合、全柔連側がこれに応じて日本スポーツ仲裁機構に解決を委ねることになる自動受諾条項も新たに加えることになった。
3月27日には女子強化選手の所属先関係者と強化方針の意見交換を行う「強化連携フォーラム」が開かれて、新たに強化委員となった山口は「柔道においては所属先での練習が主体となるので、ナショナルチームは最後のとりまとめをする程度にとどめるべき」と述べるとともに、「国際大会において選手は代表監督ではなく所属先のコーチに付いてもらった方が安心するはず」との意見を語った。
また、監督の南條は女性コーチが現場で指導しやすくなるように託児所の設置について言及した。南條の妻でもある仙台大学女子柔道部監督の南條和恵は道場で自らの子供の世話をする場合もあるという。
一方、この日に行われた体重別の抽選会において、全柔連副会長の藤田が「全柔連の危機管理の甘さ、問題の対応における不手際をおわびします」と改めて謝罪することになった。
4月13日には強化委員会が開かれて、代表選考基準の明文化及び代表チーム指導陣の選考過程における透明化に関する案件を4月27日の理事会に諮ることを決めた。強化委員長の斉藤は代表選考の明文化について問われると、国際大会を含む1年間の成績を踏まえた上で選考する意向であると述べた。
また、一連の不祥事を受けて全柔連のスポンサーとなっていた企業が契約更新の凍結や協賛金減額の動きを見せることにもなった。三井住友海上は今年度の契約更新を見合わせ、コマツも前年度比で50%の協賛金減額を決めた。一方で、ミズノ、日本航空、セイコーホールディングスは契約を継続する意向であるという。

### 暴力の根絶プロジェクト
4月15日には講道館で山下を責任者とする指導者や大学教授など有識者17名のメンバーによる「暴力の根絶プロジェクト」の初会合が開かれて、暴力の定義や暴力行為への対処法など、ガイドラインに盛り込むべき内容に関する討議が行われた。メンバーの1人であるテレビ朝日アナウンス部の宮嶋泰子は「人の気持ち、組織を変える作業。長い作業になるでしょう。」と述べた。また、このプロジェクトの具体策のひとつとして暴力根絶のポスターを全国の道場に掲示する意向だともいう。
4月16日には女子代表チームが新体制となって初めての遠征となる、バンコクで開催されるアジア選手権に向けて出発した。今回の遠征から男子と同じく女子も移動や合宿の集合時にはスーツ着用が義務付けられることになった。また、2月のヨーロッパ遠征の際には選手から要望のあった気合の張り手をコーチが躊躇って出さなかったものの、南條は選手からの要望があるなら張り手をかますことも厭わない姿勢を示した。
4月21日には横浜文化体育館で女子の全日本選手権が開催されたが、不祥事の影響もあって全柔連のメインスポンサーである「オフィシャルパートナー」の東建コーポレーションでさえ契約更新を保留したのをはじめ、毎年会場に社名入り広告や応援旗を出していた三井住友海上が今回は取り止めるなど、会場や大会パンフレットに広告を出す企業が大きく減ることになった。このような状況の中で今大会初優勝を果たした了徳寺学園職員の緒方亜香里は、「柔道界は周りから駄目だと言われているんですが、見ている方々に『女子柔道、いいね』と思ってもらえれば良かったなと思います」と語った。
4月26日には選手に対して暴力を振るうなどして監督を辞任した前監督の園田を所属先の警視庁が戒告処分に付した。警視庁によれば、園田前監督は2010年8月と2011年7月の合宿で20代の女子選手に対して箒の柄で背中や尻を叩いたり平手打ちを数回喰らわせ、2010年11月と2012年2月の大会後にも平手打ちした。また、2010年12月の大会では別の20代の女子選手に対しても平手打ちをした。さらに、強化合宿において選手数人に対して「消えろ」「家畜じゃないんだから自分で動け」などといった暴言を加えた。ただし、刑事事件としての立件は選手らが望んでいないこともあって見送られることになった。
4月27日には講道館で臨時理事会及び全国理事長会議が開かれたが、上村は自らの進退に関しては一言も触れず、出席した理事からの質問もなく進退問題に関する議論がなされることはなかった。
理事会では、IOCや第三者委員会から代表選考過程や監督人事の透明化を求められていたことを受けてIJFによるランキング制度とは別に、国内にも独自のランキング制度を2014年度から導入することを決定した。詳細な基準は未定だが、IJFグランプリシリーズや体重別など国内外の主要大会をポイント獲得の対象として、オリンピックチャンピオンや世界ランキング1位に勝てばボーナスポイントも付与する方針だという。ただし、このランキングは代表選考の参考資料扱いとなるので1位になっても自動的に代表にはならず、最終決定は強化委員会が行うことになる。毎年11月に開催される講道館杯には、その年のオリンピックや世界選手権代表となった選手は負担を考慮されて出場が免除されることも決まった。男女の代表監督やコーチの選考方法に関しては結論が出ず、引き続き議論されることになった。
4月29日には日本武道館で全日本選手権が開催されたが、主要スポンサーである東建コーポレーションは21日の女子の大会では取り止めた試合会場の広告看板を今大会では掲げることになった。
5月4日には全国少年柔道大会の監督会議に出席した山下が「柔道界から全ての暴力をなくす。4、5年かけて粘り強く啓発活動を続ける。」と参加者に語りかけた。
5月9日には指導部刷新によって一旦は強化の現場から外れていた薪谷翠がコーチとして復帰することに決まった。味の素ナショナルトレーニングセンターの施設管理担当コーチも兼務することになった。
また、全柔連はこの日までに「暴力の根絶プロジェクト」第1回会合の議事録を公式サイトに掲載した。そこでは「暴力が問題視されてこなかったのは閉鎖的だったから」「暴力は人権侵害であることを忘れがちではないか」「段位を得た者は精神的にも鍛えられているだろうという善意の解釈があった」などの言及がなされた。
5月11日から2日間選抜体重別が開催されたが、日本航空やセイコー、ミズノなどは選手第一の観点からスポンサー契約を更新した関係で、オフィシャルスポンサーとして大会パンフレット、もしくは会場となった福岡国際センター内に広告を掲示した。しかし、女子選手が多く所属するコマツや三井住友海上は契約更新を凍結していることもあって看板広告を掲示しなかったものの、コマツは個別協賛を行うと、三井住友海上も今後も女子柔道を支援する考えがあることを表明した。
さらに今大会では試合場の審判が一人だけとなり、判定に問題があった場合には審判を統括するジュリーと副審がビデオ映像を分析して試合場の審判に指示を与える一人審判制や、組み合わない柔道への罰則の強化、帯から下への攻撃及び防御の全面禁止など、IJFが暫定的に導入した新ルールを国内で適用する初めての大会となったが、判定が変更されたケースがいくつかあり改善点も認められたものの、全体的に大きな混乱はなかった。
また、11日には強化委員会が開かれて、国際大会に出場した代表選手が計量で失格した場合は強化指定選手を外すことに決めた。これにより先月のアジア選手権78 kg級で失格となったコマツの岡村智美が強化選手を外されることになった。全日本実業柔道個人選手権大会などで好成績を残せば強化選手への復帰を認めることにもなった。
今大会では初戦で敗退した選手が4名も代表に選ばれた。特に女子代表選考ではコーチ会議でまとまった案が強化委員会で差し戻されて再検討されることにもなった。強化委員長の斉藤仁は「今大会で勝ち上がった選手を選ぶのが望ましいが、1年間トータルの内容を踏まえた」と国際大会での戦績と内容をより重視する選考になった。
一方、強化委員の山口香は選手第一の観点から選手側が意見を言える機関をつくりだすことが必要であると、全柔連内にアスリート委員会を設置することを働きかけるという。
5月13日には「暴力の根絶プロジェクト」第3回会合が開かれて、セクシャルハラスメントの根絶を目指す新たな作業部会の設置も決めた。北田典子が部会長となり、宮嶋など4名がメンバーとして加わることになった。
5月18日には全日本ナショナルチームの男女監督及びコーチ陣が世界選手権代表選手の所属先の指導者らを「特別アドバイザー」として、味の素ナショナルトレーニングセンターに招いて情報交換会を行うことになった。そこでは1回の強化合宿の期間を5日間程度に減らすことが確認された。また、8月にブラジルのリオデジャネイロで開催される世界選手権にも代表選手の所属先の指導者が派遣されることに決まった。
5月20日には「暴力の根絶プロジェクト」第4回会合が開かれて、プロジェクト全体の責任者である山下は、暴力行為を2種類に分けて、殴る蹴るなど選手にケガを負わせる行為は「重大な暴力」として一回で指導者資格の永久停止処分とし、額を指ではじく凸ピンや軽いゲンコツなど「軽微な暴力」の場合は、1回目で口頭による厳重注意と誓約書の提出、2回目で文書による戒告、3回目で期限つきの指導者資格停止処分を課すことを運用指針案として盛り込む予定であることを明らかにした。凸ピン行為まで資格停止の対象にすることに対して山下氏は、「3回やるバカだったらね。たぶん、1回やって反省文書けば分かると思うけど。」と語った。
5月23日には大阪市内で開かれた関西プレスクラブの会合で北田が講演して、「柔道は閉鎖的で独特な世界でした。社会通念と照らし合わせ、これまでの感覚を変えないといけない。」との認識を示すとともに、今回の暴力根絶に向けた取り組みが100年後にこれは必要な行為だったと言われるように尽力していきたいと述べた。「選手はアスリートである前に人さまの宝物」であるとも語った。
5月27日には「暴力の根絶プロジェクト」の第5回会合がもたれ、重大な暴力行為には柔道界からの永久追放を含む処罰基準を盛り込んだ指針案をまとめあげた。
加えて、「暴力の根絶プロジェクト」内に設けられたセクハラ根絶のための作業部会は、小学生から実業団選手に至る女子選手にセクハラ行為に関するアンケート調査を実施することになった。希望があれば男子選手に対しても実施するという。また、他競技や一般企業のセクハラ対策を参考にしながら、どのような行為がセクハラに相当するかを定義するためのガイドライン作成にも着手することになった。
5月29日に上村はロシアのサンクトペテルブルクで開催された2020年東京オリンピック招致関連のパーティーに出席した。翌日にはスポーツアコード (のちのGAISF)の会長選挙に立候補しているIJF会長のマリウス・ビゼールの応援のために、同地で開催されるスポーツアコード国際会議の会場に駆けつけると、助成金問題などについての報告も合わせて行った。
6月3日には「暴力の根絶プロジェクト」内に設置されたセクハラ根絶の作業部会において、7月以降の主要大会に参加する男女の選手にアンケート調査を実施することに決めた。また、子供にも理解しやすいようにイラストを付けたセクハラ防止のためのガイドブックを作成する案も提出された。
6月5日には全柔連の専門委員長会議が開かれて、第三者委員会からの提言を受けて、8月1日付けで新設される常務理事会に法曹関係者を含む外部理事と女性理事を登用する方針を定めた。
またこの日には佐賀県嬉野市内で行われていた女子強化合宿が公開されたが、監督の南條によれば、選手の自主性を尊重して練習時間は以前より1時間少なくしたという。また、担当コーチと選手が技術論を交わす光景も見られるようになった。さらに、世界選手権78 kg級代表の緒方亜香里が右膝のケガを抱えているため、都内でリハビリに取り組んでいて今回の合宿には参加しなかったが、このような選択は以前ならば許されなかったともいう。南條は「いろいろな経験をしてきた選手だから心配はない。」とも語った。
6月10日には全柔連に関する問題の把握と、新たにスポーツアコード会長の座に就任したことの挨拶周りを目的に来日していたIJFのビゼール会長が「世界の柔道の現状と展望」と題した記者会見を開いて、上村の会長続投を100%支持すると言明した。上村を「クリーンな人だし、クリーンな精神を持っている」とした上で、今辞任したら問題の解明が遅れるとともに改革も進めることが出来ないと述べた。さらに、8月のIJF会長選挙で自らが再選を果たした場合は、引き続き上村全柔連会長を指名理事として起用していく考えも明らかにした。またIJFは、一連の問題に関する全柔連の報告書を10月15日までに提出するように要求した。この報告によっていかなる処分を下すかの検討をすることになるという。続けてIJF内に女性委員会を設置する意向があることも明かした。続けて、国際オリンピック委員会に男女の団体戦の導入を申請しており、9月のIOC総会で採用される見込みが高まってきたとの見解も示した。

### ガイドライン制定
6月11日には全柔連の理事会が開かれて、山下が責任者を務める「暴力の根絶プロジェクト」が提出したガイドライン及び今後に向けた工程表が承認されることになった。殴る蹴るのみならず言動での威圧や「しごき」も暴力と定義付けて、3度繰り返せば会員登録を停止、重大な暴力を振るった場合は一度で永久追放処分とすることになり、9月から適用される運びとなった。また、女性理事を複数登用することも決まったが、具体的な人選は持ち越された。8月に新設される常務理事会では女性と外部有識者を加えるともに、意思決定の迅速化を図るために毎月会合を持つことも決まった。
理事会後の記者会見では全柔連の上村の会長続投が表明されることになった。一度は辞意を示唆しながら結果として続けることになったのは、理事会内で組織改革を最優先すべきとの声が強かったことなどを挙げ、「『（改革を）できるのか』と思われるかもしれないが、やりきる。この問題に決着をつけ、次の世代に受け渡した時に（進退を）考えたい。」「決して会長職にしがみついているわけではなく、柔道界に私が不必要だとなれば去る」との見解を示した。実際、理事会において理事の1人から「人心を一新すべき」との発言がなされたものの、他の理事からは続投支持や改革の早期実行を求める声ばかりだったという。一方で、全柔連の評議員を務める千葉県柔道連盟会長の了徳寺健二はこの決定に関して、「それでは済まないことを分かっていない悲しさ。国民、真の柔道家は決して同調することはありません。」「全柔連の理事会はイエスマンばかりで、機能停止、思考停止に陥っている。一日も早く解散させる必要がある。」と非難して、25日の評議員会で執行部の解任を要求する考えがあることを明らかにした。関東地区7県の柔道連盟会長も同様の意見を有しているという。さらに文部科学省にも執行部一新を働きかけていく意向を示した。
6月20日には衆議院の青少年問題特別委員会に部会長の山口香とバルセロナオリンピック52 kg級銀メダリストである静岡文化芸術大学准教授の溝口紀子が出席して、一連の騒動について説明を行った。その後山口は、25日に開かれる全柔連評議員会で理事解任の声が一人でも多く上がることに期待感を寄せるコメントを残した。
6月21日には全柔連が開いた暴力根絶セミナーにおいて、山口は「暴力根絶は重要課題ですが、その前にやるべきことがあります。現在の問題に連盟としてどう向き合うのか。」と講師を務めた山下に問い質すとともに、「指導者がちょっと暴力を振るえば処分されることになる一方で、理事の責任は問われない」と疑問を投げかけた。
6月22日には日本武道館で開催された全日本学生優勝大会において、全柔連副会長であり全日本学生柔道連盟会長でもある佐藤宣践が「執行部の1人として、多くの方々にご迷惑をおかけしていることを心からお詫びします」と謝罪の意を示した。

### 執行部辞任へ
6月24日には臨時理事開会が開催されて、第三者委員会から求められていた女性理事に生活の党に所属する参議院議員・谷亮子、日本大学准教授の田辺陽子、暴力根絶プロジェクトメンバーの北田典子の3名を起用することになった。谷の起用理由に関して全柔連幹部は「柔道界の功労者であり、行動力もある」点を挙げた。他の新理事として東京都中学校体育連盟柔道専門部の部長・本橋順二、さらに外部理事としてJOC理事の藤原庸介と参議院議員の橋本聖子を候補に選定した。
理事会後の記者会見で全柔連会長の上村は自身を始め、副会長の藤田弘明・佐藤宣践、専務理事の小野沢弘史、事務局長の村上清を含めた執行部全員が改革、改善プロジェクトのめどが立った時点で全員辞任する考えがあることを示した。辞任の時期としては「4、5カ月後」で、それまでは当面続投することになった。「組織の管理者として私の責任を感じ、（辞任を）きょうの朝に決断した。改革を軌道に乗せることが必要で、次の体制につなげるための準備にある程度時間がかかる。10月の理事会は大きなめどになる。これからも柔道に携わっていきたい。」とも語った。なお、講道館館長の座は今後も継続することになった。
次期会長候補と目される山下泰裕は、臨時理事会において理事全員の辞任を提案したものの、それでは改革を実行できるものがいなくなるとの上村の反論を受けて、結果として執行部のみの辞任表明に至った経緯を説明した。続けて「この機を逃して、次はない。柔道は人づくり、人間教育。もう1度、柔道への信頼を取り戻すことが大事」と語った。
文部科学大臣の下村博文は、上村が辞意を表明した点について「スポーツ団体の人事は各団体で判断すべきことだ」「柔道界の改革をしっかりと進めてほしい。連盟が『確実に変わった』ということを国民に示す必要がある」と述べた。
一方、執行部に批判的だった部会長の山口はようやく辞任を表明した上村について「時期が遅すぎた。暴力問題の時に辞めるべきだった。」「自分たちが壊したものを改革するなんて絶対に無理」と語った。上村が講道館館長を続ける点については「言わずもがなですよね。あっちで失敗してこっちで生き残るって言っても結局、同じ。組織の長としての能力ですから。今回の件は（上村の）能力を否定するもの。講道館は（全柔連より）もっと倫理性が求められる。」との見解を示した。
またこの日には、全柔連の「暴力の根絶プロジェクト」が7月に開催される金鷲旗の際に女子選手を対象にしたセクハラに関するアンケート調査を行うことを発表した。
6月25日には全柔連評議員会が開かれた。冒頭の議長選では現体制に極めて批判的な了徳寺学園理事長の了徳寺健二が無記名投票を希望したものの挙手による採決となり、全柔連事務局が推薦した浅賀健一が了徳寺の推薦した吉田忠征を33対17の票決で下し、全柔連側が会議の主導権を握ることになった。新理事の選任議案の際には了徳寺が全柔連理事全員の解任決議を提案したものの、「議題は4週間前までに提示」という規約により退けられることになった。しかし、了徳寺が「男なら受けてくださいよ」と上村に呼びかけると、上村も自身の信任を求めて一旦は席を外そうとする場面も見られた。その後、鳥取の常田享詳から「説明が果たせないのであれば公益法人は辞退すべきだ」との意見が出ると、山形の沓沢行雄は「東北は上村会長を支持する。上村会長は風格もあるし、頭もいい。立派な人。この危機を回避できるのは、上村会長しかいない。」と現執行部を支持する発言をした。それに対して了徳寺が「最近は道場の入門者が減り、逆にやめる子が増えている」「ここが柔道界の正念場。このままでは公益認定を取り消される危機もある。」と発言すると、上村の地元である熊本の中林厚生が「子供は増えている。上村会長に失礼だ。」「なんなんですか、あんたは！ 上村会長は一生懸命やりよるじゃろ！」と声を上げて反発、「恫喝ですよ、それは」と了徳寺が応酬するなど、怒声が飛び交う紛糾する事態にもなった。事前に講道館名誉館長の嘉納行光が上村支持の票固めに奔走していた上村陣営と、それに反発して関東を中心に結束を図っていた了徳寺陣営の対決が注目された会議は結局仕切り直しとなって、7月の臨時評議員会で解任問題が改めて協議されることになった。評議員会後に上村は「（解任要求は）不名誉だが、真摯に受け止めて改革をやり遂げたい」と語ると、了徳寺は「ぜひ世論の後押しがほしい」と訴えた。
また評議員会では、前日理事会で提案された新理事候補である谷亮子、田辺陽子、北田典子、本橋順二及び外部理事候補の藤原庸介と橋本聖子が承認されることになった。新たに理事に加わることになった谷は「（女子選手の）窓口的な役割が求められていると思う。柔道を通じて夢や希望を持てる体制を作りたい。」「選手と所属（団体）、全柔連などの組織が孤立しないように、意思の疎通を深めたい」「日本発祥の柔道には素晴らしい伝統と文化がある。それを広めながら改革していきたい。」、田辺は「改革はスピード感が大切。新しい風を組織に入れたい。」、北田は「セクハラや暴力をゼロにしたい」とそれぞれ決意を語った。
さらに評議員会では代表監督の任期は最大8年で、国際大会の出場経験を有して社会通念を持ち、品格を備えていることを登用基準に定めて、新たに設置する選考委員会で選出した後に理事会で承認を諮ることに決めた。今年になって試験導入された新ルールも9月の全日本ジュニアと11月の講道館杯で採用されることも合わせて報告された。
6月27日に全柔連会長の上村は、評議員の了徳寺健二から臨時評議員会の開催請求書が提出されたことを受けて来週にも臨時理事会を開き臨時評議員会の開催日時を決定することになった。請求書は新理事を除く23名の理事解任を求めている。
また、この日にJOCは評議員会において役員の改選人事を行い、新理事にロサンゼルスオリンピック柔道金メダリストの山下泰裕、2000年シドニーオリンピックマラソン金メダリストの高橋尚子、1988年ソウルオリンピック競泳金メダリストの鈴木大地など10名を選出した。さらに女子柔道の暴力問題を受けて、コンプライアンス専門部会を倫理委員会に格上げするとともに、ドーピングや違法行為から選手を守り、競技環境を改善することを目的としたアントラージュ専門部会を新設することになった。アントラージュ専門部会の初代部会長の座に就任した山下は、「柔道界が大変な、ご迷惑をおかけしている。この言葉(アントラージュ)を聞いたことはなかったが、非常にやりがいのある仕事だ。」と語った。さらに、全柔連の外部理事にも就任することになったJOC理事の藤原庸介からは、8月の世界選手権前後には具体的な発表が行えるようにと、問題の早期解決を促されることになった。
一方、評議員会に出席した上村は、JOCの広瀬喜久男名誉委員から「全柔連は“欠陥団体”。2020年五輪開催地の投票が決まる前、8月中の人事刷新を求めたい。」との批判を受けた。
6月28日にはJOC理事会で、3月に全柔連に対して求めた13項目にわたる改善勧告の進捗状況が報告された。全柔連側から提出された報告書によれば、指導者による不当行為は陣容が一新されたことで、強化現場において一切存在しないと認識しているとした。また、強化委員長から届けられた選手の生の声を、常務理事会で生かせるようなシステムを構築していくとも述べられていた。
7月2日に全柔連は臨時評議員会の招集を協議するために9日に臨時理事会を開催することを決めた。
7月3日に全柔連は「改革・改善実行プロジェクト」の迅速化を図り、8月末までに具体的な道筋をつけることを目的とした、特別作業チームの「改革促進タスクフォース」を新たに設置することになった。新理事の田辺陽子、北田典子、藤原庸介、強化委員長の斉藤仁、広報委員長の宇野博昌及び外部人材として日本バスケットボール協会裁定委員長の山見博康の6名がメンバーに選出され、参議院選挙後には谷亮子も加わることとなった。そこでは選手委員会の設立、事務局運営の透明化、代表選手選考基準の明文化の3点がプロジェクトとして実行に移されることになった。選手委員会は現役選手や引退選手など男女同数の10数名の陣容となり、選手の意見が全柔連の意思決定に反映できる仕組みとする。また、代表選手選考に関しては、選手が選考結果に異議を申し立てられる内部上訴システムの構築を目指すことになった。北田は「現場が悲鳴を上げている。なかには柔道に取り組んでいる子供が柔道衣にレイプと落書きされた話も聞いている。現場が一日も早く安心できる柔道界にしたいと思います。」と訴えた。
さらにこの日、全柔連は「暴力の根絶プロジェクト」責任者である山下泰裕名義で、「暴力の根絶についてのお願い」と題した、暴力の定義や通報窓口の設置、処分内容などに関する情報公開を公式サイトで行った。具体的な暴力行為として「殴る、蹴る、突き飛ばす等の行為」、「言葉や態度による人格の否定、脅迫、威圧等」、「セクシュアルハラスメント」などが定義された。悪質な行為に関しては会員登録の永久停止や抹消などの処分が下されることになった。なお、この処分は9月から施行される。
7月5日には、日本男子代表コーチである国士舘大学教員の鈴木桂治コーチがスペイン遠征に出発する際に「改革促進タスクフォース」が2ヶ月以内に代表選手選考基準を明確化すると発表したことに関して、現場不在で話が進められて強化スタッフに情報が伝わっていないと戸惑いを示した。
また、この日に神奈川総合高校で開催された「部活指導のあり方と暴力行為根絶に向けた集い」において、神奈川県体育協会会長でもある山下が「罰すればそれで済むようなものではなく非常に根が深い。あれも駄目、これも駄目というのではなく、指導者はどうあるべきなのか理想を掲げ、時間をかけてポジティブにやっていきたい。」との姿勢を示した。
7月9日には千葉県柔道連盟会長の了徳寺健二から提出されていた「臨時評議員会開催請求書」を受け臨時理事会が開かれて、30日に新理事を除いた会長の上村を始めとした理事全員の解任について協議する臨時評議員会が開催されることが決まった。議決にあたって了徳寺は無記名投票を求めていたが、採決方法は評議員会の場で決められることになった。過半数の賛成票を得て理事の解任が決まった場合は、評議員らから成る理事選定委員会が後任の理事を選出することになった。
また、理事会では9月1日に選手委員会を設置することが承認された。さらに、理事会に初めて出席した議員の谷亮子は「緊張感も責任感もある。改革を一歩一歩進めていくことが大事です。」と語るとともに、上村が10月を会長辞任のめどとしていることに対して、「（改革の）方向性とめどが立てば7、8月の段階で会長は決断するのではないか。上村会長や理事の方は一般の方々の意見をくみ取り、どこかで責任を果たさなければいけない。」とも指摘した。
7月12日には「改革・改善実行プロジェクト」の責任者会議が開かれて、各分科会におけるプロジェクトの進捗状況が報告された。そこでは、8月1日からの始動を予定している内部通報制度と、9月1日付けで新設されるアスリート委員会の規定案が発表された。内部通報制度では、組織内の不正行為を告発する場合は封書に実名を記入した上で窓口となる担当弁護士に送付して、案件によっては外部有識者らによる特別対策チームが対応にあたることになった。また、アスリート委員会は男女同数で、委員長は全柔連理事も兼ねる仕組みとした。一方、全柔連会長の上村は10月に辞任する予定であることを繰り返し述べた。
7月14日には山下が理事を務めるNPO法人の「柔道教育ソリダリティー」がパネルディスカッションを開催した。山下が責任者となっている全柔連の暴力根絶プロジェクトの活動報告をすると、「完全に暴力をなくすためには、相当な覚悟が必要」と語った。また、この場には女子強化選手の朝比奈沙羅も出席して山下の話に聞き入った。
7月20日に女子強化委員会は、10日ほど前にロシアのカザニで開催されたユニバーシアードにおいて、ケガの影響もあって体重が落ちず、公式計量を前に棄権した国士舘大学の岡本理帆を強化指定選手から除外することに決定した。今年の5月に全柔連が派遣した国際大会において、計量失格となった選手を強化指定から除外する罰則を定めたが、それを適用した形となった。なお、国内大会で好成績を収めれば強化選手に復帰可能となる。
7月21日には金鷲旗を控えた監督会議において、「暴力の根絶プロジェクト」責任者である山下が8月までを暴力根絶の周知徹底期間とした上で、「9月からは、試合や練習などすべての柔道の現場から暴力を根絶する。指導者と選手はもちろん、先輩と後輩などの暴力もなくす。」と訴えた。また、2016年から大学柔道界においては、一定の単位を取得しなければ全日本学生柔道連盟主催の大会に出場させない方針を6月の同連盟理事会で決定していたことを明らかにした。1年終了時点で20、2年で40、3年で70単位を取得していない選手は出場権が与えられないという。この点に関して山下は「柔道は他のスポーツに先駆け、文武両道を目標に掲げる」、「武だけになりがちな大学スポーツ界で、文の重要性を広めたい」と意気込んだ。

### 内閣府による勧告
7月23日には公益法人の認定や監督を行う内閣府の公益認定等委員会が、不祥事が続出した全柔連会長の上村を呼び出して、行政改革担当大臣として公益認定等委員会を担当している稲田朋美が安倍晋三首相名義の勧告書を手渡した。そこでは、全柔連が暴力などの不当行為に依存せず選手を育成する「技術的能力」や、公益法人として事業を適正に行う「経理的基礎」が欠如していると指摘するとともに、8月末までに組織の改善措置を講じて、執行部や理事会の「責任の所在を明らかにし、体制を再構築すること」を求めており、上村ら執行部に対する事実上の辞任勧告とも受け取れる内容となっている。公益認定法に基づく勧告が行われたのは、2008年の新法人制度施行後初めてのこととなった。8月末までに報告が不十分とみなされると改善「命令」となり、それでも効果のない場合は「認定取り消し」に至り、税制優遇措置などを受けられなくなる。公益認定等委員会は「公益法人の自己規律について」という声明まで出して、「公益法人は国民の信頼なくして成り立たない」と強調するとともに、「一般法人法に定められた職務上の義務に違反している疑いがある」として、全柔連執行部（会長、専務理事、事務局長）のみならず、「柔道界では上の人に意見なんて言えない」として言い逃れを続けてきたとされる理事会、監事、評議員会の責任にも言及することとなった。
また、溝口紀子によれば、全柔連の改革への意思が鈍いことや、上村の会長居座りに危機感を抱いて、山口香や北田典子とともに、橋本聖子を始めとした女性アスリート出身の議員に陳情しに行ったものの、彼女たちは全柔連を監督する内閣府にものが言えるような立場ではなかった。そこで、地元静岡選出の衆議院議員で総務大臣政務官でもある片山さつきに直談判すると、ゴールデンウィークに中央合同庁舎でミーティングを持つ機会を得ることになり、事情を詳しく説明した。片山議員は全柔連が提出してきた報告書と現実との間に大きな齟齬が生じていることを認識するに至り、体制の再構築を全柔連に求める勧告書の提出を内閣府へ働きかけることになったという。
これに対して上村は「不名誉で、私の責任。心からおわび申し上げます。」と述べて「辞任時期を前倒しする可能性もある」ことを示唆したものの、その直後、「今すぐにはできない」「柔道を守るため、どっちが正しいか見てもらう。ダメだったら仕方ない。」と、当初の予定通りあくまでも改革を推し進めた上で10月をめどに辞任する方針である意向を明らかにした。一方、全柔連副会長である佐藤宣践は「（現体制は）8月末で終わるものだと思っていた。副会長を含めた執行部は辞める覚悟がある。（会長の発言に）違和感を覚える。」と、10月まで上村が会長を続けた場合は公益認定法人の取り消しもありうるとの認識を示した。同じく副会長の藤田弘明も「報道でしか知らないが、重く受け止めないといけない」と述べると、新しく理事になったばかりの北田も「上村会長は8月末までに辞任すべきであり、これについて色々な理事や評議員と意見交換しましたが、皆同様の意見であった」と語った。さらに評議員の了徳寺は「責任は度重なる自浄作用の機会を踏みつぶし、己の保身のためにその地位にとどまろうとした会長をはじめとする執行部、それを傍観し、放置してきた理事たちにあることは明白。即日辞任されることを要求する。」との見解を示すとともに、このような事態になった以上は30日の臨時評議員会で上層部の解任動議に反対する評議員は1人としておられないものと思うとも述べて、他の評議員を牽制することになった。
7月24日には組織改革の迅速化を促す特別作業チーム「改革促進タスクフォース」が、公益認定等委員会に全柔連執行部、理事会、評議員会などがまともな機能を果たしてこなかったと指摘されたことを受けて、執行部、理事、評議員の解任をも含めた処分を審議する裁定委員会を、今週中にも設置して人選を行うよう上村に進言することになった。
一方、新たに外部理事となった参議院議員の橋本はこの事態を受けて、「上村会長、全柔連理事の全員が総辞職しないと本当に（改革は）始まらない。総辞職ですよ、総辞職が当たり前ですよ。世間一般の常識からしても、スポーツ界の常識としても、遅すぎます。」「本来ならば（1月の暴力問題発覚時の）15人の選手に訴えられた時点で辞めるべきだった」「柔道界だけの問題だけではなく、スポーツ界全体の問題になってることを自覚してほしい」と、執行部や理事の即時辞任を訴えた。また、上村は改革担当大臣の稲田行政から勧告書を受け渡された際には辞めると発言したものの、その後発言をあやふやにしたとの内情も打ち明けた。
また、「暴力の根絶プロジェクト」のセクハラ防止部会部会長を務める北田が「ガイドラインを作るにも、まず実態を知ることが大切です」と、金鷲旗に参加した女子選手を対象にした無記名のアンケート調査を行って、762件の回答があったことを明らかにした。来月のインターハイでも同様の調査を行うという。
加えてこの日には、現体制批判の急先鋒である評議員の了徳寺がマスコミのインタビューに答えた。内閣府から事実上の辞任を要求されながら、改革だけは進めるとして10月まで辞任しないという上村は全くどうしようもないと述べるとともに、上村が前言を取り消して発言を二転三転するのは常套手段となっており、全柔連を私物化している証拠だと非難した。続けて、30日の評議員会で上村を始めとした執行部及び理事を解任に追い込めなければ、柔道界も終わりだと語った。他方、解任された場合、全柔連の新会長には山下泰裕しかいないとしながらも、解任を受けた理事が新会長になるのは国民の納得が得られないので、一定期間の禊が必要となるとも話した。また、新理事になったばかりの谷亮子は、国会議員の職務をきちんと果たしているのか疑問であるとした上で、選手時代には強化委員長だった吉村和郎の言動に右往左往していた場面を何度も見てきているので、現執行部に意見を言えるはずもなく、上村体制を擁護するために連れて来られた存在だと思われるので理事に相応しいとは言えず、辞任すべきだとの見解を示した。
別のインタビューでは、上村は全ての問題の謂わば首謀者であり、全柔連はもはや犯罪集団のような組織と化していると発言した。にもかかわらず、このような事態になってもなお会長の座に居座り続けていられるのは、講道館柔道の創始者である嘉納家の後ろ盾によるものだとも指摘した。2009年まで全柔連及び講道館に君臨してきた嘉納行光にひどく気に入られてその後継者となり、何かと庇護されてきた上村が会長解任されたとあっては、講道館が受けるダメージが大きいからこそ、嘉納自ら根回しを行うなどして現状維持を図ってきたという。続けて、各都道府県の代表者である全柔連の評議員は、ほとんど7段や8段の高齢者であり、10段は無理としても8段や9段に昇段することを人生のゴールと定めている側面があるものの、その昇段を認定するのは講道館館長でもある上村の専権事項になるので、評議員として反抗的な態度は取りづらいとの言も付け加えた。さらに、上村ら役員は講道館より手厚い給与を支払われているが、外部の人間が役員になって給与明細が明らかになることを嘉納と上村は恐れている可能性もあるとした上で、上村は全柔連会長のみならず講道館館長の座からも退くべきだとの考えを示した。上村が辞任した後は、世界の柔道界から尊崇の対象となっている現存の10段位である安部一郎、醍醐敏郎、大沢慶己のいずれかに一時的な館長になってもらった上で、然るべき新館長が引き継げばよいのではないかとの提案も行った。
7月25日に全柔連会長の上村は、「（期限とされた）8月末までに何とかしなければいけない」と述べて、従来より繰り返し発言してきた10月をめどにした辞任を、8月末までに前倒しする可能性があることを示唆するとともに、「（勧告に）徹底抗戦なんてことはない。真摯に受け止めている。今の路線に乗っている改革のスピードを速めていく。」と発言した。
7月26日には全柔連理事で広報委員長の宇野博昌が、「内閣府の勧告を受け、今さら（辞任が）10月メドという話もないし辞めるなら理事も辞める。それが会長の真意です。」と述べて、臨時評議員会が開かれる30日に上村が全柔連会長及び理事を辞職する意向であることを明らかにした。副会長の藤田弘明と佐藤宣践、専務理事である小野沢弘史の執行部も全員退くことになるという。副会長の佐藤は「執行部っていうのは会長、副会長（2人）、専務理事、事務局長の5人。揃って（辞任）ですよ。それでなければ国民も柔道の人たちも納得しない。執行部は一蓮托生。」「雨降って、地固まるチャンス。雨が降らなかったらこんな改革できなかったよ。山口香は柔道界のジャンヌ・ダルクだよ。私は感謝している。」、小野沢専務理事も「会長が退く時は私も同じ。勧告を重く受け止める。」とそれぞれ語った。また、臨時評議員会は人事に関する議題になるので、通常とは異なりマスコミには非公開となる見込みとなった。
7月27日には全柔連の男子強化委員会が開かれた際に、委員長の斉藤仁は内閣府から勧告を受けたことに関して、「大問題だ。機能していなかったとされた理事会の一員として責任を感じる。」と話すと、男子代表の監督・井上康生も「一柔道家として本当に情けなく、恥ずかしい。信頼を取り戻すのは並大抵ではないですが、一日も早い問題解決を心から願っています。」と語った。また井上は、今年から試験的に導入されて世界選手権後に正式採用されると見られる、帯から下を掴むと即反則負けになる新ルールに関して、「あれで勝負が決まっていいのか。他競技での一発レッドカードと脚取りは同じなのか。発祥国として柔道の発展を考えるのがわれわれの使命です。」と述べて、全柔連としてIJFのアスリート委員会などで異議申し立てを行っていく考えがあることを明らかにした。
またこの日には、全柔連強化委員でもある山口香が倉敷市において「強さは優しさ? 柔道から学んだこと」と題した講演を行った。そこでは、体罰は今の時代に合わないと述べるとともに、全柔連には女性の役員や指導者が少ないので、女性を登用していくことでみんなに優しい柔道界につながるとの認識を示した。
7月29日には評議員の了徳寺が、30日の評議員会で執行部と理事を即時解任できなければ公益法人の認定が取り消される可能性があるので、事の重大性を認識しているならば解任決議に同意するよう求める文書を全評議員に送付したことがあきらかになった。さらに、自らも千葉県柔道連盟会長の座を辞任するという。

### 全柔連会長の辞任表明
7月30日には講道館で臨時理事会が開かれて、全柔連会長の上村をはじめ、藤田弘明・佐藤宣践の両副会長、専務理事の小野沢弘史、事務局長の村上清の執行部全員が、一連の不祥事の責任を取って8月中にも辞任することを表明した。理事でない村上を除き、理事職からも全員退くことになった。なお、上村はIJF指名理事も今季限りで退任するものの、講道館館長の座は継続することになった。続いて、執行部及び理事全員の即時解任を求めていた評議員の了徳寺の意向を受けて臨時評議員会が開かれた。評議員59名のうち58名が出席して議長を除く57名が、先月新任された6名を除く理事23名について1名1名解任するか否か無記名による投票を行った結果、反対多数により1名も解任には至らなかった。上村に対する解任は「賛成」16名、「反対」39名、「棄権」2名だったという。その後、今日2度目となる臨時理事会が開かれた。そこでは新任の外部理事である参議院議員の橋本聖子が理事の辞任をも表明した執行部の4名を除く以前から在任していた19名の理事も、再任を妨げない形で一旦は総辞職した上で理事会を再構築すべきだとの意見を提出すると、異論は出なかったという。同じく新理事の谷亮子は「理事会と評議員会が互いに独立した関係であるだけでなく、意思疎通のできる枠組みも作るべき」との意見を表明した。
臨時理事会後の記者会見で上村は不十分な形で辞めるわけには行かないという思いが強かったが、内閣府からの勧告が辞任を決める一番のポイントになった、臨時評議員会での解任動議は非常に重く受け止めている、新会長は外部の人材をも視野に入れた上で、次の百年の計をきちんと作れる人物が望ましいと語った。対して、臨時評議員会で全理事の即時解任を求めていた了徳寺健二は、解任動議が悉く否決されたことに関して「自浄作用が働かなかった。重大な判断ミスだ。国民に見捨てられつつあるのに、評議員会は理解していない。」と怒りを表明するとともに、上村が「辞めると言っているのに、そこまですることはなかろうという心理が働いた」と、解任の反対票が多数を占めた点について分析した。
新会長候補と目されていた理事の山下泰裕は信頼を取り戻すために理事は全員辞職すべきだとした上で、現体制に関わった人々が改革を行うことは非常に難しいと述べて、自らが会長になる意思がないことを示唆した。新会長は高い見識があり、柔道をよく理解している外部の有識者が望ましく、そのような人物なら自分たちがやれる改革とは桁が違うとの見解を示した。また、必要とされるならば、そのような人物の下で柔道界のために働きたいとも付け加えた。また、副会長の藤田は「上村会長と一緒ということ。国民の皆さんにご心配をお掛けしたことを深くおわびしたい。」、同じく副会長の佐藤も「今回の一連の問題は大きな罪だと受け止めている。内閣府からも厳しい勧告を受け、その通りだと思う。」とそれぞれ語った。全柔連強化委員の山口香は「上村会長の辞任は遅きに失した感があります。最後の最後まで醜態をさらした。同じ柔道家として恥ずかしい限り。新しい会長はぜひ柔道界以外の人に来ていただきたいと思います。」とコメントした。
一方で、これを受けた改革担当大臣・稲田行政は上村を始めとした執行部が自発的に辞めただけでは、ガバナンス（統治能力）の再構築には到底ならないと述べるとともに、臨時評議員会で理事全員の解任が否決された点に関して、内閣府の勧告書の趣旨が理解できているのかと疑問を投げかけ、場合によっては全柔連の公益法人認定の取り消しもありえるとの見解を示した。
7月31日には外部理事の藤原庸介が評議員改革も必要だとして、47都道府県の各柔道連盟会長、学生柔道連盟、実業柔道連盟の代表者各1名及び、講道館職員ら10名の指名評議員の計59名からなる全柔連評議員会のうち、指名評議員は取り止めにすることを改革案に盛り込むべきだとの言及を行った。
8月1日には外部の意見を組織運営に反映させるために新たに創設した、全柔連会長の上村を始めとした執行部と、理事の山下泰裕、田辺陽子、北田典子など11名の陣容による常務理事会が初めて開かれた。上村の後任となる会長には、外部からの人材を優先して招聘する方針となった。ただし、理事の山下は、場合によっては必ずしも外部からとは限らないとの見解も示した。すでに辞任を表明している上村ら執行部を除いた非公表の4名のメンバーによる「新体制検討チーム」が、8月中旬までに具体的な人選を進めることになる。
またこの日には、先月の金鷲旗に参加した女子選手へのアンケート調査の結果が公表されて、過去に「練習場で体を触られた」「胸をもむぞと言われた」などのセクハラ被害を受けたという回答が10数件あったことが明らかになった。全柔連広報の委員長である宇野博昌は「こうしたことは一件でもあってはならない」と述べて、今後実態を正確に把握した上で現場を指導していくことになった。
8月2日に全柔連は、選手の意見を組織運営に反映させる目的で新設したアスリート委員会のメンバーを公表した。委員長には理事の田辺陽子が就任する運びとなったのを始め、委員には男子代表コーチの鈴木桂治、今春引退した天理大学職員である穴井隆将及び、了徳寺学園職員の福見友子、さらに現役選手である同じく了徳寺学園職員の小野卓志ら14名が選出された。オブザーバーとして理事の谷亮子も加わることになった。委員会では女子選手の役割拡大、引退後の生活設計、社会貢献などの話し合いがもたれることになるという。このメンバーでの任期は来年6月までを予定しており、その後はアスリート委員会内の選考委員会によって選出されたメンバーが2年間の任期を務めることになる。
またこの日に全柔連強化委員長である斉藤は、来年度から適用される日本代表選手選考基準の詳細について発表した。それによれば、オリンピックや世界選手権などの主要国際大会や、講道館杯、選抜体重別、全日本選手権など主要国内大会を対象にポイントシステムを導入する。大会レベルに応じて選手に付与されるポイントは2年間有効となり、直近1年より以前のポイントは半減される。また、対戦相手や組み合わせなどの傾斜配点も加味することになった。強化委員会ではこのポイントシステムのみならず、代表候補選手の将来性なども参考に審議した上で、出席した強化委員の過半数の支持を得た選手を代表に選出することに決めた。斉藤によれば、ポイントシステムのみで代表を選出しないのは「(柔道は)陸上競技や競泳と異なり、数値のみで選ぶのは難しい」からだと説明した。また、代表選考に不服を抱いた選手は、強化委員会側に選考結果の説明を求める権利や、日本スポーツ仲裁機構に異議申し立てを行う権利を有している点も明文化されることになった。
さらに、全柔連会長辞任を表明した上村は8月下旬の世界選手権前にリオデジャネイロで開かれるIJF総会には出席しないことになった。IJF指名理事ではあるものの、新会長への引継ぎをする必要性などもあり、総会に行けるような状況ではないと理由を語った。
8月6日には常務理事会が開かれて、12日の常務理事会で新体制検討チームが会長を始めとした新執行部の候補を報告して、14日の臨時理事会に諮られることが決まった。また、外部から会長を招いた場合、常勤を求めるのは難しいことから、新執行部には複数の外部理事が就任する可能性があるという。
8月7日には執行部以外の理事からも相次いで辞任が表明されていることが明らかになった。1964年東京オリンピック軽量級金メダリストである中国地区代表の中谷雄英は「理事職にしがみつくつもりはない。自分の意思で辞めたい。」、北海道地区代表の高梨幸輔も「責任の一端がある。同じ顔ぶれでは何も変わらず、体制を一新させたとはっきり示すのが正しい道だ。」とそれぞれ語った。また、全柔連広報委員長で理事の宇野博昌は、理事全員が辞任する方向で調整が進んでいると明かした。ただ、宇野自身もメンバーである常務理事会に関しては、執行部を除いて再任される可能性があることを示唆した。
8月10日には、全柔連の新会長に東京大学柔道部出身で全日本実業柔道連盟会長を務める新日鉄住金会長兼最高経営責任者の宗岡正二が就任する見込みになったことが複数の関係者の話から明らかになった。宗岡自身も全柔連側からの理事打診を了承したという。また、全柔連には経営と同じく透明性の確保と説明責任の遂行が求められると述べるとともに、人事に関しては外部登用の必要性にも言及した。14日の臨時理事会で上村ら執行部4名が理事を辞任した上で、宗岡を新理事候補として評議員会に推薦して、21日以降に開催される評議員会で正式な理事に選出された後に、新メンバーによる臨時理事会において理事の互選で正式な会長に就任する運びとなった。
8月12日には常務理事会が開かれて、新理事候補として宗岡とその東京大学柔道部時代の後輩にあたる元大阪府警本部長でトヨタ自動車顧問の近石康宏を14日の臨時理事会に推薦することを決めた。広報委員長の宇野は「改革に対する意識が非常に強く、遂行する力量があると判断した」と推薦理由を説明した。また、宗岡は近石を招聘することを条件に理事推薦を引き受けたこという。副会長や事務局長の選出は新会長が予定されている宗岡に一任されるが、副会長候補には山下が昇格する見込みとなった。山下も「できるだけ汗をかきたい」と意欲を見せた。全柔連強化委員の山口は執行部に外部から人材が登用されることに関して、「一歩前進。外から一度入ってもらった方がいい。」、「内部にずっといると、みんなお友達になる。大きな組織を改革する時は情が生じて踏み切れないという歴史がある。今回もそれが大きな問題につながった。」との認識を示した。
また、この日には全日本学生柔道連盟の理事会も開かれて同連盟代表として全柔連の理事を務めている佐藤宣践が一連の不祥事の責任を取って辞任するに当たり、後任として日本大学柔道部総監督で全柔連評議員を務める高木長之助を新理事に推薦することを決めた。
一方、「暴力の根絶プロジェクト」セクハラ部会の責任者を務める北田は金鷲旗やインターハイの際に女子選手からセクハラに関するアンケート調査を1278件ほど受け取ったものの、即座に対応すべき重要な案件はなかったことを明らかにした。ただ、今後も継続的な対策を行っていくことになった。
8月13日にはブダペストにあるIJF本部を訪問していた上村が帰国して、IJF会長のビゼールから指名理事を継続するように要請されていたことを明らかにした。上村はすでに指名理事の座も辞する意向にあり、後任の推薦をビゼールに要望したものの、上村が退任した場合は日本からの補充はないとの返答を受けた。その場合は国際的な発言力が低下することから、「私自身は辞めたいと思っているが、柔道界の発展のためにうまく対応しないといけない」と続投の可能性に含みを持たせることになった。
8月14日には臨時理事会が開催されて、会長の上村を始めとした理事23名(6月に新しく就任した6名を除く)と監事3名の計26名が、一連の不祥事の責任を取って21日付けで辞任届けを提出することになった。また、新理事候補として宗岡正二と近石康宏を21日の臨時評議員会に推薦することになった。その後の新理事会における互選を経て、宗岡が新会長、近石が専務理事に就任する運びとなった。理事を辞任する山下も臨時評議員会で理事に再任された後に副会長に就任する見通しとなった。理事会後の記者会見で辞任することになった前会長の上村は「一生懸命に改革、改善に取り組んだつもりだが、残念ながらスピード感がなかったのが一番の問題。私の判断も少し甘かった。」、「日本の柔道界は世界から尊敬され認められるところであってほしい」と述べた。山下は「極めて残念。自分がいかに無力だったか、ということを感じている。」とコメントした。谷理事は会長の宗岡らが理事推薦に決まったことに「信頼の厚い方々。速やかに改革が行われると思う」と話した。また、「我々女性理事や外部理事からも新理事の推薦をさせていただきたい」と、新理事の選出にも積極的に関わっていく姿勢を見せたという。さらに、59名に上る評議員会の縮小を踏まえた評議員会の規定改定を示唆した。一方、講道館で開催された世界選手権日本代表選手団の壮行式で上村は、「今、柔道界は大変困難な状況にありますが、日本の柔道界に元気を送るために、自分の目標を達成するために精いっぱい頑張っていただきたいと思います」と語りかけた。
加えて、臨時理事会において全柔連は、「暴力の根絶プロジェクト」が提出した「暴力行為根絶宣言」を承認した。宣言は「全柔道人の総意」として、「暴力は人間の尊厳を否定する卑劣な行為であり、柔道において決して許されない」とした上で、「指導者は、すべての暴力行為が人権の侵害であることを自覚し、暴力行為が指導における必要悪という誤った考えを捨て去る。柔道を行うすべての者は、いかなる暴力行為も行わず、黙認せず、柔道の場からあらゆる暴力行為の根絶に努める」と言った内容が盛り込まれることになった。
8月19日に前会長の上村は23日にリオデジャネイロで開催されるIJF理事会には出席せず、代わりに全柔連国際委員長の細川伸二を派遣するとともに、IJF会長に再選される見通しのビゼールによる指名理事留任の申し出も辞退することを明らかにした。上村としては指名理事の後任候補として細川らを送り込めるようにビゼールと交渉しているものの、受け入れられるのは難しいと語っており、これで日本からの理事が不在になる公算が大きくなった。その一方で、直接事情を説明するために、事務局長を辞職することになった村上清を伴ってリオデジャネイロまで赴く話も出ている。また、9月にブエノスアイレスで開催される2020年夏季オリンピック開催都市を決定するIOC総会には、東京招致のためのロビー活動の一員に加わる可能性があるという。複数のIOC委員に顔が利くと言われるビゼール会長に東京招致を働きかけるためだという。全柔連会長に就任予定の宗岡は、全柔連の活動に上村を一切関わらせない方針にあるが、国際関係を盾にこのような動きを見せることで上村が影響力を残そうとする見方も出ている。

### 新体制の発足
8月21日には臨時理事会が開催されて、全柔連会長の上村春樹ら執行部を含めた理事23名と監事3名の計26名が総辞職した。また、理事会では新日鉄住金会長兼最高経営責任者の宗岡正二やトヨタ自動車顧問の近石康宏ら21名が新理事候補として推薦された。続く臨時評議員会で宗岡ら21名が新理事として承認された。他に定款の見直しも行われて、評議員定数を現行の「50人以上70人以内」から「30人以上60人以内」に改めることも決めた。さらに評議員の了徳寺健二は、評議員もまた内閣府からの指摘にもあったように、一連の問題に関して責任を有しているとして全員の辞職を求めたものの、その点については結論に至らなかった。今月中に求められている内閣府からの勧告に対する組織改革の報告案もまとめられた。
その後、新たに開かれた理事会において、理事の互選により正式に宗岡が全柔連の新会長に就任することになった。外部から招聘された初めての会長となった宗岡は非常勤で職務に就くことになり、任期は来年の6月までとなる。他に執行部として、専務理事には同じく外部から招聘された近石、副会長には理事再任となる山下泰裕、事務局長には同じく理事再任となる宇野博昌がそれぞれ選出された。
今回は山下や宇野の他に、細川伸二やIJF審判委員を務める川口孝夫ら7名が理事再任となる一方で、元広島高検検事長の梶木寿や、早稲田大学教授の友添秀則、かつて世界選手権で4連覇を達成した藤猪省太ら14名が新任理事として選出された。これにより、新理事は6月に選出された6名を含めて27名となった。
また、理事の業務遂行状況を監督する監事には強化委員の山口ら3名が選ばれた。斉藤は理事に再任されず強化委員長に専念することとなった。了徳寺は評議員を今月中に辞する意向を示した。加えて、新たに専務理事となった近石を委員長とする7名のメンバーからなる評議員会や理事会などの組織改革を目的とした「改革委員会」が設置されて、ガバナンスの再構築に取り組むこととなった。
新会長となった宗岡は記者会見で、「柔道に育てられた者の恩返しとして、火中のクリを拾う決意をしました。変えねばならないものは徹底的に改革する。」「全柔連のガバナンス（組織の統治）や不祥事の問題をきっちり立て直して軌道に乗せ、一日も早く国民の信頼を取り戻したい」と決意を語るとともに、「軌道に乗ったと確認できたら、職を辞して若い有為な人に任せたい」とも述べて、改革のメドが付けば一期限りで会長職を退く可能性も示唆した。加えて、これまでは柔道家にとって大きな意味を持つ段位を認定する権限を有している講道館館長が全柔連会長をも兼ねていたために、それが無言の圧力になり組織が硬直化する事態を招いたとも言われていることから、自身が講道館館長を兼務しない初めての会長となったことで、段位認定を司る講道館との分離独立を指向することになった。具体的には全柔連と講道館の役員重複を避けるように務めて、将来的には、講道館柔道創始者の嘉納治五郎の孫に当たり、柔道界においてアンタッチャブルな存在ともみなされている全柔連名誉会長及び講道館名誉館長である嘉納行光の兼務をも見直す方針にあるという。
副会長となった山下は「責任の重さを強く感じています。一日も早く信頼を回復すべく、全力で会長を支える。子どもたちが胸を張って、柔道をしていると言えるように、力を合わせて取り組んでいきたいと思います。」とコメントした。監事に登用された山口は「監事は外から評価する立場。これまでも比較的、思うところを述べてきたつもりではいるんですが、これまで以上に、中の人間では指摘しづらいこともきちんと発言していきたい」と述べた。さらには、評議員会において他のほとんどの理事や監事候補が出席者52名から満票の支持を得られる中で、前体制に批判的な立場にあったことも影響してか、自身に対してだけは当選となる27票をやや上回る程度の34票の支持しか得られなかったことに関して、「一番嫌な人間をよく選んだなと思う」とも語った。代表監督らによる暴力やセクハラを告発した女子選手15名の代理人を務めた弁護士の辻口信良は、全柔連の体制が刷新されたことに関して、「あらためて勇気を持って告発した15名の女子選手をたたえたい」とした上で、内閣府の勧告により刷新の動きが早まった点には「スポーツに政治が介入し、無理やり結果を出させた。国家権力の介入を招いたのは将来への禍根」との懸念を表明した。
一方、会長職を辞した前会長の上村は、一連の不祥事に関して謝罪しつつも自身の業績を列挙して「まだまだ未熟でありますが、自分なりにいい仕事ができたと思う。違った角度から柔道を支えたい。」と話した。
またこの日に事務局長の宇野博昌は、秘匿していた新会長を選出するための「新体制検討チーム」のメンバーが、山下・橋本両理事、前監事の三宅雄一郎及び事務局長の宇野自身の4名の陣容であったことを明らかにした。
8月22日には新たに副会長となった山下泰裕がJOCを訪れて、専務理事の青木剛らに全柔連の新体制に関する報告を行った。また、新設された「改革委員会」の第一回会合が9月2日に開かれることになった。
8月23日にはリオデジャネイロでIJF総会が開かれて、ビゼールが満場一致で会長に再任された。また、役員改選において指名理事であった前会長の上村の退任が正式に承認された。上村は自らの後任理事として細川伸二を推薦していたものの、ビゼール側は上村の他に日本からの理事は受け付けないとして、ロシアから新理事を選出することになった。2007年に同じリオデジャネイロで開かれたIJF総会で、山下が教育理事の再任を果たせず日本からの理事が一時的に不在となったものの、翌日には上村がビゼールによって指名理事に選ばれて、理事不在の事態は何とか避けられたという経緯はあったが、1952年に全柔連がIJFに加盟して以来、今回のように日本からの理事が本格的に不在になるのは初めての事態となった。この点についてビゼールは「上村氏はIJFでは非常にいい仕事をしてくれた。日本はIJFにとって最も大事な国。全柔連には（次回改選期の）4年後にふさわしい人材を推薦してほしい。」と述べるとともに、全柔連の新会長に就任した宗岡に対しては「新しい会長には日本国内の柔道のイメージを回復させ、競技の発展に努めてほしい」「IJFも自分も支援するし、新会長にはなるべく早くお目にかかりたい」とコメントした。一方、細川は「日本はどんどん置いていかれる」と理事不在により影響力の低下が予想される事態に懸念を示した。なお、総会では今年から試験的に導入された、帯から下に手を触れることを全面的に禁止するなどを含んだ新ルールを10月に開催されるIJFの会議で最終的に承認して、2016年リオデジャネイロオリンピックまでこのルールで運用することに決定した。
8月26日には山下副会長が、9月にブエノスアイレスで開催されるIOC総会に赴いて、東京オリンピック招致委員会の活動に協力することが明らかになった。
8月27日には新会長に就任したばかりの宗岡がJOCを訪ねて、会長の竹田恒和に「信頼回復へ向け、組織改革に取り組む」との決意を伝えた。また、この日に世界選手権の60 kg級で東海大学の高藤直寿が優勝したことに「幸先いいスタート。全柔連も変わるので安心してベストを尽くしてほしい。ぜひ重たい方（重量級）まで含めて頑張ってほしい。」との感想を述べた。山下副会長も「男子も女子も現場の選手は一生懸命頑張っている。私も改革できると確信している。」と語った。
8月30日に全柔連は、内閣府から求められていた一連の不祥事に関して講じた措置や、組織改革の進め方などを明記した報告書を提出した。それによれば、旧執行部、理事会、評議員会が数々の不祥事に対して適切な処置を行ってこなかったと前体制の責任を明記するとともに、新執行部の方針として▽定数削減を含む理事会、評議員会の改革▽旧執行部による改革プロジェクトの点検▽コンプライアンスにのっとった業務遂行体制の構築など7点を打ち出した。さらに、理事会や評議員会のあり方を見直すために改革委員会及び、選手の声を組織運営に反映させるための選手委員会を新設したことや、「暴力根絶プロジェクト」の取り組みなど、具体的な改革に関する報告も行った。今後は3ヶ月ごとに改革の進捗状況を内閣府に報告するという。加えて、新執行部は「子どもたちが再び、胸を張って道場に通えるような柔道を取り戻す」という標語を掲げることになった。
全柔連は改革委員会のメンバーも公表した。そこには副会長の山下泰裕、専務理事の近石康宏らとともに、外部理事である橋本聖子が名を連ねることになった。
またこの日に前会長の上村は、自民党の東京オリンピック招致推進本部長である衆議院議員の馳浩らとともに世界選手権が開催されているリオデジャネイロへ赴いて、世界選手権の視察に訪れているIOC委員らに対してオリンピック東京招致のためにロビー活動を行った。IJF会長であると同時に、各種の国際競技団体を統括するスポーツアコード会長でもあるビゼールに対しても東京招致を働きかけることになった。また、日本からの後任理事に関する善処を求めることにもなった。しかしビゼールは、全柔連の新執行部が誰もリオデジャネイロに訪ねて来ていない点には不満気な態度だったという。
8月31日には、去就が流動的だった旧執行部の一員で前事務局長の村上清が全柔連を辞職した。
9月1日には2020年東京オリンピック招致委員会の理事長である竹田もビゼールを訪ねて、東京招致への協力を求めた。
8月26日から9月1日までリオデジャネイロで開催されていた世界選手権で、女子代表は団体戦では金メダルを獲得したものの、個人戦では1991年の世界選手権以来22年ぶりに金メダルなしに終わった。暴力問題の影響で指導体制が急遽変わり、代表コーチの陣容が定まったのが5月に入ってからと、選手との信頼関係を築くには準備期間が少なかったとの指摘がなされた。その一方で、前体制の反省を踏まえて新指導部が掲げた「自立」と「自律」の名の下に、代表合宿とは別に所属において課題をこなす時間を充分に設けさせるなど選手の望むような環境を与えたものの、その“自由”を一部履き違えた選手がいたとの指摘もなされた。とある代表選手は練習中にケガをしたが、そのことを代表チームに伝えず、また、所属先もその報告を怠っていた。代表選手以外の強化指定選手にも同様の事例があったという。監督の南條充寿は「なんでケガしたことに気づいてくれないの？ という話ではありません。その時に遠征メンバーに選ばれたらどうするつもりだったのか。」と選手の意識の低さを嘆いた。南條は9月の合宿の際に選手と面談することになったが、「彼女たちがどうしたいのか。私たちはこれでいいんですと言うなら話は違ってくる」との認識を示した。
9月2日には全柔連の組織改革を目的として新設された改革委員会が第1回会合を開いて、54名いる評議員を削減することで意見が一致した。また、削減分に学識経験者や女性を割り当てる方向で調整を進めることにもなった。さらに各都道府県代表の意見をとりまとめる代表者会議を新設する予定だという。今後は週一回ほど会合を持ち、10月には理事会や評議員会の改革案を会長の宗岡に答申することになった。
9月3日には、8月21日に開かれた全柔連の臨時評議員会で一連の不祥事の責任を取って自らを含む評議員全員の即時辞任を主張したものの、受け入れられなかった評議員の了徳寺健二が辞任した。千葉県柔道連盟会長も今月中に辞任するという。了徳寺の辞任で表議員は53名となった。
9月7日には初めての大会視察となる全日本ジュニアに姿を現した宗岡会長は、「一日も早く社会の信頼を取り戻すため、柔道界が一致団結して取り組んでいきたい」と話した。
またこの日に全柔連強化委員会は、オリンピックや世界選手権の代表選考基準の透明化を図るために導入を決定したランキング制度に該当する国内ポイントシステムの詳細を正式に承認した。それによれば、ポイントシステムは2012年の全日本選抜体重別以降の国内外の主要大会の成績を数値化したものとなり、2014年度からの代表選考の際の指針となる。
9月8日にはブエノスアイレスで開催されたIOC総会において2020年の夏季オリンピック開催地が東京に決まったが、全柔連の前会長上村が招致活動において影響力を及ぼしたとの報道が一部マスコミからなされた。それによれば、上村は去就問題の渦中にいながらもあえて8月12日までブダペストに赴いて、IJF会長のマリウス・ビゼールと会合を持って東京招致への協力を打診した。各種スポーツ団体を統括するスポーツアコード会長でもあるビゼールはIOC委員ではないものの自身が影響力を行使できるIOC委員の数を上村に告げながら「東京が通るように希望している」と話したという。しかしながら、上村がビゼールからのIJF指名理事を辞退した8月下旬になると、ビゼールが持つといわれる20票近くがマドリードに流れたとの情報を受けたことで、8月29日に上村は東京オリンピック招致委員会理事で会長の竹田恒和や、自民党のオリンピック東京招致推進本部長の参議院議員・馳浩などとともに、世界選手権が開催されているリオデジャネイロに赴きビゼールを再度訪ねると、全柔連の新会長に就任した宗岡の親書を持参するなどして説得に全力を尽くすことになった。親書には新会長就任の挨拶とともに東京招致への協力要請が記されていた。また、東京オリンピック招致委員会副理事長の市原則之によれば、東京支持と引き換えにスポーツアコードの事務所を日本に設ける交換条件を交わすことになった。そのような経緯もあって、招致委員会側は一旦はマドリードに流れそうになった票を呼び戻したとの感触を得たという。

### 新たな進路
9月12日には改革委員会の第2回会合が開かれて、30名以上60名以内と定められている評議員を30名程度に削減する案をまとめて、10月の理事会と評議員会に諮ることになった。それによれば、各都道府県からの代表者などが53名存在している現行制度を全国10ブロックからの地区代表に改めて、そこからの選出を20名程度とする。従来の会長による指名枠を撤廃して、残りの約10名は外部有識者から選出する。さらにそのいずれにも女性枠を加えるなどの方針を固めた。
9月25日には内閣府が会見を開いて、現時点における全柔連による一連の問題への対応は内閣府の勧告の趣旨に沿ったものであるとして、一定の評価を与えた。しかし、「競技者レベルを含む暴力問題への対策の徹底や評議員会の改革」に関しては「道半ばの措置」であるとして、「組織運営でさらに看過できないことが判明すれば、別の処分を検討する必要もある」とも指摘した。そのため、内閣府は全柔連に対して来年8月までに計3度に及ぶ勧告へのさらなる報告書の提出を求めることになった。
9月26日にはアスリート委員会の第1回会合が開かれて、当初の予定通り理事の田辺陽子が委員長に選出された。田辺は「それぞれの立場から意見をすることで、活発に活動していきたいと。これまでのように上から言って終わりではなくて、選手の声を吸い上げていきたいです。」と決意を語った。委員である鈴木桂治は「連盟に対し指導者として声を届けていきたい」、同じく委員である福見友子は「選ばれたことを光栄に思います。選手の思いを伝えたいです」とそれぞれコメントした。
10月7日に全柔連は新体制に移行したことに伴い、女子柔道の暴力指導問題を受けて戒告処分を受けていた強化委員長であった吉村和郎、監督であった園田隆二及び強化コーチであった徳野和彦に新たな処分を下すための懲罰委員会を開いた。当事者である吉村と園田はその場で弁明する機会が与えられた。園田は暴力指導を反省しつつも、「決していじめやしごきではない。何としても勝たせたい、強くなってほしいとの思いだった」との弁明を行った。なお、徳野は出席しなかった。
10月8日に全柔連は前日の懲罰委員会を受けて、園田を1年6か月、吉村を1年、徳野を6か月の会員登録停止処分にしたことを公表した。園田は選手を度々殴ったり蹴ったりした他、何度も暴言を浴びせたことから最も悪質性が高いと見なされ、吉村は一部の暴力行為を知りながら看過していた点、徳野は2度ほど暴力行為に加担した点がそれぞれ考慮されて、各々の停止期間に差が設けられた。3名はそれぞれの期間に全柔連が主催する大会でコーチなどを務めることが禁じられるものの、実業団や大学など所属先での指導や試合会場への出入りは認められることになった。専務理事の近石康宏は改めて処分を行ったことに関して「（前回の処分は）理事会で決定しておらず、手続き上の問題があった。さらに国際柔道連盟（IJF）から処分の軽さを指摘され、このままだとIJFが処分するとの通達があった。」と語り、当時の処分は正式なものとしては無効であるとの認識を示した。また、この問題はIOCからも対処の甘さが指摘されていた。なお、IJFには10月15日までに一連の経緯を含めた報告をすることになった。
一方、副会長の山下は園田の監督としての手腕を評価して、「熱血漢で成果を挙げていた。やり方を間違っていたことを大いに反省し、処分が解けたら、ぜひとももう一度現場に復帰して指導してもらいたい。まだまだこれからの人材だ。」と語った。
10月10日には全柔連改革委員会の第3回会合が開かれて、30日に開催される理事会で理事と評議員に定年制を設けることを提案することが決まった。従来、強化や審判などの各専門委員会には65歳の定年制を設けていたが、理事や評議員には設けていなかった。
10月22日には全柔連のアスリート委員会が第2回会合を開き、11月に開催されるグランドスラム・東京2013|グランドスラム・東京において同委員会主催による柔道普及イベントの実施を決めた。また委員会の活動方針として、（1）アスリートの環境整備（2）普及広報（3）社会貢献を挙げるとともに、2020年の東京オリンピックに向けて他の競技団体と連携していく意向があることを明らかにした。なお、今回より委員会に塚田真希も加わったことで規定の14名に達することになった。
10月23日に全柔連は11月に千葉ポートアリーナで開催される講道館杯に子供を持つ女性指導者や審判員のための定員10名ほどの託児所を、コマツの協賛で設置することに決めた。今後、主要な国内大会でも設置予定だという。また、コンプライアンス委員会を新設して外部から委員長を招くことになった。事務局長の宇野博昌によれば、「社会規範を守る重要性を周知徹底させることが目的だ」という。
10月29日に講道館は臨時評議員会を開き、日本レスリング協会会長の福田富昭や元警視総監で弁護士の石川重明ら4名を新理事に迎え入れることになった。この人選に関して関係者は「組織改革の一環。外の声を聞き、業務運営の見直しが目的だ」と説明した。
10月30日に全柔連は宗岡が新会長に就任して以来初の理事会を開いて、一連の不祥事を受けた組織改革の一環として、理事と評議員は選任時に70歳未満であることを規定した定年制を導入することに決めた。また、評議員会の意思決定を迅速化させるために、定員を53名から30名前後に削減するとともに、都道府県代表を集めて意見交換を交わす全国代表者会議を新設して年に1回以上開催することになった。来月15日の臨時評議員会にそれらを諮り、定款を改定する。そこでは8月に新設された常務理事会も明記する。さらに会長指名により、日本からの理事が不在になったIJFとの交渉を図るために、元外交官で東京大学柔道部出身でもある小川郷太郎を国際渉外担当特別顧問として選任することになった。なお、小川は理事には就任しない。
また、この日の理事会で強化委員長である斉藤の提案により、TwitterやFacebookなどのSNSを代表選手が使用する際に「SNSはフェアに使う。宗教、人種、性差別に関することや審判に対する文句は書かない。」という一文を盛り込むことに決めた。ロンドンオリンピックにおいて代表選手はこのように記された誓約書にすでにサインをしていたが、新たに世界選手権、グランドスラムなどの国際大会に出場する選手にも誓約書にサインを求めることとなった。このような制限が持ち込まれたのは、下級生に暴力を振るって停学処分になりながらTWITTERに不適切とみなされる書き込みを行っていた大野将平の行為が全柔連幹部の逆鱗に触れたためだとも言われている。
11月8日に全柔連はオリンピックや世界選手権の代表選手選考の透明化を求められていたことを受けて、日本代表を選出する際の指標となる国内ポイント制度に関する説明会を、選手の所属先監督などを対象に行った。来年の世界選手権代表選考から、過去2年間にさかのぼってポイントを集計して実施される。それによれば、国内外の各大会の優勝ポイントをオリンピック200ポイント、世界選手権180ポイント、ワールド・マスターズ140ポイント、全日本選手権と選抜体重別100ポイントなどと配点する。国際大会に出場した選手は出場基礎点が与えられる。また、有力外国選手との対戦成績も考慮に入れるため、過去4年間にオリンピックや世界選手権で優勝した外国選手に勝利した場合は、85点の強豪選手勝利加点も付与される。ポイントは2年で半減されて、4年経過すると無効になる。ただし、全柔連強化委員長の斉藤仁によれば、このポイント制度は「あくまで参考とする一つの指標」であって、最終的には強化委員会の判断によって代表選手が選考されるとしている。
またこの日に斉藤は、ツイッターなどSNSの適切な使用を選手に徹底させるため12月に講習会を開くことを明らかにした。ガイドライン作成のために選手から利用実態などのアンケート調査も合わせて実施する。加えて、かねてから大会会場においてごみの撒き散らしなどの苦情を受けていたことから、9日から開催される講道館杯では東海大学や日体大学など5大学の学生が清掃活動を行うことにもなった。
11月9日から2日間に渡って開催された講道館杯では、女性へのサポートを充実させる目的で託児所が設けられて、女性の指導者や審判員ら6名が利用することになった。子供2人を預けた女子の強化部長・増地千代里は「今までは試合中も子どものことが気になっていたんですが、きょうは安心して仕事ができた」と謝意を表した。今後もこのようなサポートを継続させるという。
11月14日には全柔連アスリート委員会委員長の田辺陽子や委員の小野卓志ら10名が、柔道界のイメージ回復の一環として、今月末に開催されるグランドスラム・東京2013をPRするために、街頭において柔道衣姿でチラシ配りを行った。
11月15日には評議員会が開催されて、53名存在する評議員の定数を意思決定の迅速化を目的として、25名から35名以内に削減する定款の改定が出席した評議員50名のうち48名の賛成により承認された。
変更後はこれまでのように各都道府県からの選出ではなく、関東や近畿などの全国10ブロックから選出されることになる。評議員選出にあたっては女性3名以上を含めることも条件に付加された。理事及び評議員が就任する際は70歳未満とする定年制も導入された。各都道府県連盟の意見を聞くための全国代表者会議を新設することも決まった。
一方で、今回出席した評議員全員が「（不祥事の）責任の一端がある」として辞任を表明した。来年2月までに新しい定数で新評議員が選定される前に、辞任の手続きを取るとしている。
加えて評議員会において、8月に新会長に就任した宗岡正二の任期は2015年6月までになるとの認識が示された。当初は来年6月の役員改選までとの解釈だったが、規定を精査した結果このような確認がなされたという。しかし、宗岡自身は「しっかり改革の道筋がつけば（役職を）後進に譲ることもありえる」と任期前の退任もありえることを示唆した。
12月2日に全柔連は、ヨーロッパから講師を招いて暴力根絶に関する講演会を開催した。国際柔道指導者研究協会会長のマイケル・カレン（イギリス）は、「指導者資格認定制度を他の競技団体に先駆けて整備してほしい。今こそチャンスだ」と全柔連へ要望するとともに、講演会を聴講していた全日本男子監督の井上康生に対して「全国の指導者の模範となってほしい」と語りかけた。また、フランス柔道の連盟副会長ミッシェル・ブルースは「柔道を教育的なものにするか、暴力的なものにするかは教え方次第だ」と述べた。
12月6日に全柔連は、選手に対して暴力を振るったとして3名の指導者に登録停止処分を課した。1年間の登録停止処分を受けた千葉県の道場の60歳になる指導者は、柔道だけでなく英会話教育も施していたが、とある男子中学生が家庭学習を怠っていたことに立腹してこの中学生を路上に土下座させて顔を蹴り、鼻骨を骨折させるなど全治2週間の怪我を負わせた。この中学生は柔道をやめて、警察に被害届けを提出した。一方、6ヶ月と3ヶ月の登録停止処分を受けた神奈川県の道場のともに37歳となる指導者2名は、素行に問題があるとみなした3名の中学生に数度の平手打ちを加えた。処分を受けた指導者3名は「指導力が足りなかった」と反省の色を見せているという。3名とも登録停止期間は全柔連主催の大会に関われないものの、道場での指導は制限されない。一連の処分に関して「暴力の根絶プロジェクト」責任者の副会長山下は、「極めて残念。加盟団体には（同様の事案が）起きないよう徹底させる。」と語った。
12月9日に全柔連の「暴力の根絶プロジェクト」が今年最後の会合を開いて、来年3月以降はプロジェクト名から暴力の称号を取り外して、より幅広い活動に転換することを明らかにした。責任者の山下副会長は「人間教育のできる指導者を育成し、柔道界が本来あるべき姿に向かっていきたい」と述べるとともに、「暴力やセクハラ行為は劇的に減り、目指してきたものは浸透しつつある」との現状認識を示した。

### 騒動から1年を経て
2014年1月29日には、今回の騒動が公に発覚してからちょうど1年となった。あるベテランの柔道担当記者は騒動を振り返りながら、「いいか悪いかは別として、柔道界である程度の暴力的指導が日常的に行なわれていたのは事実。ただ、(暴力問題で監督を辞任した)園田(隆二)監督のケースは暴力以前に、厳しい指導法に多くの女子選手が不満を抱えており、それが絡んでいるだけにややこしい。」と指摘した。続けて、園田は凄まじい練習を質量ともにこなしていた谷亮子をよく引き合いに出して、『あれくらい練習しないとメダルは獲れないぞ』と選手に呼びかけて厳しい練習を課していたが、今の選手はそのような園田の指導方法を前時代的なものと受け止めており、理解されていなかった。それにより孤立を深める園田が焦りのあまりさらに厳しい指導を行うと、選手がますます園田を嫌う悪循環に陥っていたと説明した。また、ある柔道関係者は監督が井上康生となってから選手との関係がうまくいっている男子とは違い、女子は「南條充寿現監督以下、指導陣と一部選手の間には大きな溝がある。男子とは違い、明らかに畳の上でのコミュニケーションはうまくいってない。」とも指摘した。2013年の世界選手権においてとある女子代表選手は、自らが嫌っている所属企業の柔道部監督がコーチに付くことを拒否して、『コーチが嫌いだから代えてくれ』と個人的な感情を持ち込み悪びれる様子もなく訴えたとさえいう。「以前より選手の自立や自由が重んじられるようになり、選手も言いたいことを言える環境が整いつつあるのはよいことだとは思う。しかし、そういった環境を逆手に取り、権利を履き違えている一部の選手がいるのは、とても残念なこと。」と担当記者は述べた。昨年のグランドスラム東京では、何名もの有力選手がケガを理由に出場を辞退した点に関して、前出の柔道関係者は「昔なら少々無理をしてでも出場していたと思うのですが……。もちろんケガの具合は選手本人じゃないとわからないし、欠場したことで選手生命は延びるかもしれない。ただ、出場しなかった選手が、何食わぬ顔で、観客席で笑って応援する姿を見ると、なんとも言えない気分にはなる。あんなことは以前では考えられない。選手の自主性に任せるのは時代の流れかもしれないけど、戦う気持ちまで失われていやしないか。柔道界にとって、現在の変革がいいか悪いか、非常に微妙だと思います。」との認識を示した。
1月30日に全柔連は臨時理事会を開催して、評議員選定委員会に推薦する新たな評議員候補者30名を承認した。一連の不祥事を受けた組織改革の一環として評議員の陣容は次のように変更された。柔道の専門家として関東、近畿など各ブロックから13名、全日本学生柔道連盟などから4名、外部有識者枠で10名、女性枠で3名の計30名。全体の評議員数は以前の53名に比べて大幅に減少することになった。これに加えて、都道府県連盟や協会との意見交換の場として設置した全国代表者会議の規則が承認された。2月27日の第一回会合では各都道府県の代議員を選任するが、定年は設定しない。山下副会長は「昨年の8月に体制が変わったが、改革はまだまだ続くし、やるべきことは山積みだ。開かれた柔道界になるためにも、これからの1年間はこれまでの1年間と同じくらい慌ただしくなるだろう」と語った。また全柔連は、広島市内の道場において女子小学生を虐めていた男子小学生に平手打ちを数回加えた男性指導者（35歳）に6か月の会員登録停止処分を科した。
1月31日に全柔連は評議員選定委員会を開き、2月1日付けで発足する新評議員30名を選出した。外部有識者枠として、元宮内庁東宮侍従長で日本生命特別顧問を務める末綱隆や、日本棋院理事で囲碁棋士の小川誠子を始めとした官僚経験者や大学教授など10名を選出した。また女性枠として、これまで全柔連に批判的な姿勢を示してきたバルセロナオリンピック52 kg級銀メダリストで、静岡文化芸術大学准教授の溝口紀子らを選出した。これで女性の評議員は計7名となる。溝口は「柔道界という男社会のど真ん中で、今まで外で言ってきたことを発言していきたい。全柔連を批判してきた私を受け入れてくれたことは、組織として変わろうという意識の表れだと思います」と述べた。さらに、九州ブロック代表からは1976年モントリオールオリンピック軽重量級金メダリストの二宮和弘、全日本学生柔道連盟枠からは天理大監督の正木嘉美らが選ばれた。一方、31日付けで総辞職した53名のうち、引き続き評議員に留まったのは11名となった。評議員は全員就任時に70歳未満とする定年制も今回から適用された。新評議員の任期は2017年6月までと決まり、3月にはこのメンバーで初の評議員会が開催される。全柔連の近石康宏専務理事は「精いっぱいのスリム化を図り、十分に議論を尽くせる体制になった」と語った。
2月27日には、一連の不祥事を受けた組織改革の一環として新設した各都道府県の代表者による全国代表者会議が初開催された。会議において全柔連側は各都道府県の連盟や協会に、暴力根絶に向けて違反者への公式試合の出場禁止などを盛り込んだガイドラインを示すなどして、懲罰規定の設置を要請した。一方で、全柔連もより厳しい懲罰規定を検討する意向を示した。また2020年の東京オリンピックに向けて、国体少年の部の出場枠を地域ブロックから都道府県代表へ拡充する案が提示されると、多数の賛成が得られた。会議に出席した全柔連副会長の山下は、「これまでにないほど意見が出た。柔道界の発展のため、実り多き一歩となった」と語った。
3月7日に全柔連は常務理事会を開き、これまで連盟定款や競技者規定を準用していた指導者への罰則適用を改めて、新たに再編された懲罰委員会の規定案に一本化することになり、処分がより厳格化されることになった。今まで会員登録停止処分を受けた指導者や選手は全柔連主催の大会には関われないものの、所属先での活動は認められていたが、今後は所属における活動も停止される。また、すでに各都道府県の連盟にも同様の懲罰規定案を要請しており、重要な案件は全柔連が、軽微な案件は各連盟が処分を決定することになる。3月14日の理事会で承認を経て、4月1日付けから新規定案が施行されることになった。
3月14日に全柔連は理事会を開いて、暴力行為に対する処分や罰則などを新たにまとめた「倫理・懲戒規定」を承認した。規定は最も重い「除名」から一番軽微な「注意」まで4段階を設け、除名の次に重い「期間を定めた登録停止」に関しては、罰則に実効性を高めるために、全ての指導活動及び試合参加を対象にすることに決めた。また、役員の処分規定も定められた。一方で、専門委員会と特別委員会が再編されて、改革改善実行プロジェクトにおける「暴力の根絶プロジェクト」は名称を「柔道MINDプロジェクト特別委員会」に変更して、選手や指導者に対する礼節の啓発や品格の養成に取り組むことになり、従来の暴力やセクハラを根絶する活動はコンプライアンス委員会に受け継がれることになった。加えて、IJFに日本からの理事が不在になった事態に対応すべく、「総合国際対策特別委員会」を新設して、副会長の山下が委員長の座に就任した。
3月27日に全柔連は評議員会を開いて、強化委員長の斉藤仁、国士舘大学教授の小山泰文、兵庫県柔道連盟会長の藤木崇博の理事就任を承認した。この3名が加わったことで理事は計29名となった。斉藤に一連の不祥事の責任を取って総辞職した旧理事会のメンバーであったが、全柔連専務理事の近石康宏によれば、「選手強化をより充実するため」復帰することになった。
一連の不祥事を受けた組織改革の一環として講道館は4月1日から新たに施行した倫理規定において、暴力やパワハラ、人種差別などを違反行為とみなすとともに違反者への具体的な処分を規定した。重い方から順に除名、段位取り消し、館員資格停止、昇段差し止め、戒告、注意と6段階の処分が設定された。なお、違反行為は倫理委員会によって審理されるが、館員資格停止以上の処分に関しては、理事会が決定することになった。
6月3日に全柔連は常務理事会を開いて、全柔連への指導者や競技者の個人登録会員数が前年に比べて6,207名減少して16万9,333名にまで割り込んだことを明らかにした。1993年には約25万名の登録があったものの、2005年には20万3,038名となり、それ以降も減少の一途を辿っているという。全柔連事務局長の宇野博昌は「少子化に加え、（指導者の暴力や助成金不正受給などの）不祥事があるのではないか。会員を増やすべくいろんな努力をしたい」と語った。
6月26日に講道館は評議員会を開いて、講道館初の女性評議員として全柔連審判委員会の副委員長である天野安喜子と首都大学東京大学院の村田啓子教授を選定した。また、オリンピック体操競技金メダリストでJOC理事の塚原光男も選定されるなど、計5名が新評議員に選ばれた。任期は4年間となる。一方、暴力問題や助成金の不正受給問題などを受けて昨年全柔連の理事を辞職しながら、講道館評議員には居座っていた吉村和郎や村上清氏らの辞任届が受理されたことにより、評議員は24名となった。臨時理事会では館長の上村春樹氏ら9名が再任された。
6月30日に全柔連は評議員会を開いて、約1億2千5百万円の赤字となった2013年度の決算を承認した。不正受給問題で日本スポーツ振興センターなどから助成金や補助金が停止されたことにより前年度から約1億円、さらには企業の協賛金も5千万円ほど減少したことが、10年ぶりに赤字となった主要因だという。この点について会長の宗岡は「安定した財政基盤を確立しないといけない。経費節減も必要。」と訴えた。また、長野県で柔道指導者が教え子に重度の障害を与えたとして強制起訴となり、有罪判決が出されたことを「深刻に受け止めないといけない」として、被害者側と連携して柔道事故のゼロに努めることを表明した。さらに、2013年度の全柔連登録会員数が過去最低の約16万9千名にまで減ったことに関して、ある評議員からは「不祥事だけでなく、経年的な結果で危機的な状況にある。登録に付加価値をつける仕掛けも必要だ。」との見解が示された。なお、評議員会はマスコミに対して原則公開をしてきたが、公益財団法人が会議の模様を公開する義務はなく、さらに一部評議員から報道関係者の前では話しづらいなどの声もあがったことにより、今回は別室に控える記者への音声公開にとどまった。
他方、講道館本館の5階を事務局として利用している全柔連が年間約1,617万円、月にすると約135万円を講道館に支払っていることを明らかにした。光熱費などは別途負担している。専務理事の近石によれば、公認会計士から会計の透明性をより高めるようにとの助言を受けて、公表に踏み切ったという。
7月30日に全柔連は全国柔道事故被害者の会と初めてとなる協議会を持った。全柔連からは会長の宗岡やの副会長の山下などが出席して、被害者の会から安全に配慮した指導マニュアルの作成や暴力根絶などの要請書を受け取った。また全柔連側は、「重大事故総合対策委員会」を設置して被害者の会とも連携しながら、正しい指導の徹底に全力を尽くして柔道事故の撲滅を図っていく意向を明らかにした。
8月11日には全柔連会長となってから約1年を経過した宗岡が記者会見を開いて、「改革の半分は終わった。今後もコンプライアンス（法令順守）を徹底し、ガバナンス（統治）の利く競技団体でありたい。」との見解を表明するとともに、「今後は指導者の育成にも力を入れたい」とさらなる改革に意欲を示した。
10月16日に全柔連は理事会を開いて、昨年8月に一連の不祥事の責任を取る形で全柔連会長を辞任した上村春樹、副会長を辞任した藤田弘明・佐藤宣践、専務理事を辞任した小野沢弘史ら8名に、会長の宗岡と理事会からの諮問に応じる顧問の就任を要請するための委託状を出すこととなった。全柔連の規定によると、顧問の資格があるのは会長や副会長など執行役員や理事の経験者で、今までは退任した理事らが自動的に就任していた。なお、任期は8年で無報酬の名誉職となる。一部の理事からは就任への反対意見も出されたが、宗岡の見解によれば、明確な処分が行われていなければ就任を妨げるものではないという。上村は顧問要請に関して「知らないし、聞いていない」と述べるにとどまった。
また理事会では、柔道事故を防止するための「重大事故総合対策委員会」の設置を決めるとともに、道場や学校などで大きな事故が発生した場合に備えて、約2万名に及ぶ登録指導者らに賠償責任保険への加入を義務付けることに決めた。合わせて、保険金の支払額が1億円を超える任意の保険加入も促すこととなった。
さらに、今夏で契約が満了した女子代表監督の南條充寿を、2016年のリオデジャネイロオリンピックまで続投させることに決定した。男子代表監督の井上康生及び強化委員長の斉藤仁も留任となった。山下は「課題はありますが、全体としてはよくやったと評価している。特に南條監督は厳しいときに女子の日本代表の監督を引き受け、頑張ってくれた。」との見解を示した。

### 騒動から2年を経て
2015年3月4日に全柔連は常務理事会を開き、一連の不祥事により会長を辞任した上村春樹、副会長を辞任した藤田弘明・佐藤宣践、専務理事を辞任した小野沢弘史ら8名が、会長や理事会からの諮問に応じる名誉職の顧問に就任したことを発表した。すでに昨年10月には要請が出されていたが、上村のみ態度を保留していたものの、今年1月になって受託した。任期は2022年3月までとなる。これで顧問は28名となった。
3月5日に全柔連は強化委員会を開いて、先月のグランプリ・デュッセルドルフに出場する予定だったものの、市販の風邪薬を服用したことでドーピング違反に抵触する可能性が出たために大会を欠場した了徳寺学園職員の緒方亜香里と綜合警備保障の田知本遥に警告、女子代表の監督である南條及び代表コーチ5名と所属先の監督2名の計7名に注意処分をそれぞれ科した。市販薬を使わないのはアスリートの常識とされており、本来ならチームドクターが管理する風邪薬を服用しなければならないところだった。各選手には全柔連から事前に服用可能な薬一式を渡されていたにもかかわらず、両選手ともそちらの使用を怠った。全柔連では体重超過などで大会への出場が果たせなかった選手に対して強化指定選手から除外する措置を講じてきたため、今回のケースでもその処分が適用される可能性があるという。全日本女子代表の南條監督は「強化選手としての義務を怠った」「公費（を含む強化費）で派遣されている以上、ペナルティーが与えられてしかるべきだ」として、両選手に対する強化指定選手の除外を1年以上科す可能性を示唆した。しかしながら、結果として両選手に対しては警告処分にとどまることになった。今回のケースは実際にドーピング違反をしたわけではなく、自己申告により出場を取りやめた「法令・規定違反行為」にあたるとして警告扱いとなった。「2人の処分は軽い」との意見も出されたが、最終的には強化委員39名のうち38名がこのレベルの処分を妥当だと見なした。なお、海外遠征の際に男子選手には「現在使用している薬をすべて申告」させているが、女子選手には「違反する薬を持っているなら提出」するだけの状況だった。強化委員長の増地千代里は「故意か過失かという議論になった。体重超過は故意。今回は過失という見解。」だと述べた。全柔連副会長の山下も「計量失敗は自己管理不足。今回は知識不足の過失。我々の中では全然重さが違う。」と柔道界の論理を振りかざして今回の処分の妥当性を強調した。なお、田知本の大学時代の指導者でもあった山下が実質上“おとがめなし”とも言える今回の決定に何らかの影響力を及ぼしたのではないかと見る向きもある。さらには、田知本の所属会社が全柔連絡みの大会の協賛ともなっている関係から、財政的側面を考慮したのではないかと指摘する声もある。また、とある強化委員は今大会がグランプリ大会だったからこそ“温情裁定”となったものの、これがオリンピックや世界選手権だったら警告では済まされなかったとの見解を示した。
2015年4月5日に全柔連は、全日本選抜体重別選手権後に開催された代表選手選考のための強化委員会を一部公開した。男子監督の井上と女子の監督である南條が強化委員に対して、事前のコーチ会議で選出された各階級の代表選手の選考理由を提示した後、質疑応答を経て最終的に代表が承認された。過去の代表選手選考において選考過程が不透明と指摘されていたことや、今年に入ってから他競技の陸上競技の女子マラソンや卓球の代表選考が不明瞭であるとの批判がなされていたことを受けて、選考過程の透明性を高めるために敢行された。全柔連強化委員長であり、日本オリンピック委員会で選手の競技環境整備を担当するアントラージュ専門部会長でもある山下は、マスコミがいれば本音で発言できないと公開に批判的な強化委員も複数いたことをあきらかにした上で、「日本のスポーツ界でも代表選考に不信感を抱く選手は多かった。透明化を図るため、柔道界が一歩踏み込んでやってみたい。」「この大会の優勝者が代表に選ばれないことも多いが、真剣に議論していることを分かってもらいたい」と公開事情を説明した。ただし、報道陣は強化委員会でのやり取りを傍聴することのみ可能で、カメラによる撮影や録音は認められない。またマスコミに対しては、出席した強化委員への配慮から、記事において発言者を特定しないでほしいとの要望も出された。強化委員会内部からは「リスクが大きすぎる」との声も上がっているものの、来年以降は会議の模様を全面公開することも検討する意向だという。
4月10日に内閣府の公益認定等委員会の委員長である山下徹らは、スポーツ界としては初となる全柔連への訪問を果たして、宗岡会長や山下副会長と意見交換を交わした。2013年7月に全柔連は一連の不祥事により、同委員会から体制の再構築を求める勧告を受けた。それ以降、全柔連は旧執行部の総退陣を始めとして、外部有識者及び女性役員の登用、コンプライアンス（法令順守）委員会の新設、評議員会のスリム化などの改革に取り組んできた。委員長の山下副会長は「ガバナンスがしっかりとし、透明性も自立性も高まった。改革が着実に進展し、見違えるようになった」と、全柔連による再発防止策や危機管理に対して一定の評価を与えた。
2015年6月10日に全柔連は理事会を開いて、役員改選に伴う理事候補28名と監事候補3名を承認した。参議院議員の谷亮子は公務多忙で理事会への出席が少ないことが影響したとみられて理事に再任されなかった。アスリート委員会の委員長の委員長は田辺陽子が再任された。また、2014年度の収支決算は、スポンサー収入の不足や柔道事故防止活動など新たな政策による支出増が原因で、約1,600万円の赤字になる。専務理事の近石によれば、来年度は特別協賛金の増収などが見込まれて赤字にならないという。一方で全柔連は、パラリンピックへの強化や全体的な柔道普及も見据えて、日本視覚障害者柔道連盟を加盟団体として新たに承認した。さらに、小学生以下への普及と育成を目的として、全国少年柔道協議会の新設を決めた。会長は全柔連副会長の山下泰裕が務めるとともに、各都道府県の代表が委員に収まることになった。
2015年6月29日に全柔連は臨時理事会と評議員会を開いて、宗岡の会長続投を正式決定した。任期は2年となる。2013年に会長に選出された当初、会長就任は1期限りと示唆していたものの、2期目も続けることになった。「不祥事はなくなってきたが課題はある。柔道人口減少に歯止めをかけ、事故防止の徹底も必要だ。国際連盟との関係も構築しなければいけない。」と宗岡は語った。山下、近石も再任された。また、約1,600万円の赤字となる2014年度決算及び9名の新理事がそれぞれ承認されることになった。新理事には日本航空の取締役を務めている岩田喜美枝も含まれる。これで29名の理事のうち女性は4名となった。なお、参議院議員の谷が理事から外れた件に関して近石は「国会の業務で理事会にほとんど出席していない。本人にも気の毒なので、ご遠慮願った。」と理由を説明した。
8月20日にIJFは世界選手権が開催されるカザフスタンのアスタナで理事会を開き、全柔連副会長の山下と講道館館長の上村を理事に登用することを承認した。さらに翌日の総会では両者の理事就任を全会一致で決定した。任期は2年となる。会長指名の理事枠が従来の最大2名から5名とする規約改正が今総会でなされたことにより、この両者に加えて中国及びスイスから選出された各1名の計4名が、IJF会長であるビゼールが指名する議決権を伴わない理事となった。2017年の役員改選を飛び越して両者を指名理事に加えたビゼールは、「柔道界のレジェンドだ。柔道の発展のため、日本の存在は重要。20年東京五輪で柔道の団体戦が新種目として採用されるチャンスがある。（国際オリンピック委員会などへの）ロビー活動において全柔連と講道館の力は不可欠だ。」とコメントした。両者は理事会において教育や普及の分野を担当することになるという。山下は教育理事の再選を果たせなかった2007年、上村は指名理事を辞任した2013年以来の理事復帰となった。2013年に日本からの理事が不在となったことで、日本の発言権や情報収集力など国際柔道界での影響力の低下を招いていたところだった。今年2月の段階で理事就任を打診されていたという山下は、「責任の重さを感じる。理事会に入れば集まってくる情報量が格段に違う。他のIJF理事とのネットワークを使って、何ができるかを考えたい。柔道を通じて日本文化を伝えたい。」、また上村は「柔道の本来あるべき姿を発信し、世界に正しい柔道を普及させていきたい」とそれぞれ語った。

## この問題に対する各界の反応
2013年1月31日に文部科学大臣の下村は、一連の事態は監督辞任で済むような問題ではないと、JOC会長の竹田にこの問題の再調査を含めた全容解明を求めた。さらに、この事態が「日本のスポーツ史上最大の危機」であるとの認識も合わせて示した。自民党スポーツ立国調査会の遠藤利明会長は再発防止のための第三者機関設置を求める法改正を進める意向を明らかにした。
また、今回の件を受けてJOCは2月1日に英文で「スポーツにおいて暴力はあってはならず、五輪運動の価値に反する」といった暴力撲滅を訴える内容の声明を世界の主要メディアに発信した。さらに、国際オリンピック委員会もこれを受けて、「JOCがこの問題で効果的な対応をするものと確信している」と述べた。
さらにJOCは、夏季及び冬季五輪加盟競技31団体の強化責任者から暴力やパワーハラスメント、セクシャルハラスメントがなかったかの聞き取り調査を行った結果、一切ないとの回答を得たという。しかし、共同通信社によるオリンピック競技種目の責任者へのアンケート調査によると、柔道以外に2つの競技団体で暴力行為の存在を認める回答があったという。
2月7日に日本体育協会は116の加盟団体に対して、暴力の根絶に務めるようにとの通達を発した。
2月12日に日本スポーツ仲裁機構は今回の件を受けて、スポーツ界における不祥事の調査や摘発を行うための「調査摘発部」を新設する意向を明らかにした。
2月13日にJOCは「スポーツ団体マネジメントセミナー」を開催して、今回の問題を題材にしながら、コンプライアンス（法令順守）の重要性を学習することになった。
2月21日には自民党や公明党、民主党、日本維新の会などの超党派の議員で構成されるスポーツ議員連盟の総会において、暴力を受けた被害選手の相談窓口の開設や調査のための第三者機関の設置を盛り込んだ「日本スポーツ振興センター法改正案」が了承された。27日には政府・与党によって同改正案が了承されることになった。
2月22日にフジテレビ社長の豊田皓は定例記者会見において、告発選手によって批判されたロンドンオリンピック代表選手発表会見での見世物のような中継方法に関して、「配慮が足りなかった。代表で出る人と出られない人が一緒にされ、テレビに映されるのが嫌な気持ちは重々分かる。」と釈明した。また、発表会見に集められた選手の人選や場所は全柔連が決めたものの、中継方法に関してはフジテレビと全柔連の話し合いによって決まったという。
2月26日にJOCはアメリカオリンピック委員会の「Safe Sport」制度を参考に、選手から競技団体に告発がなされた場合に、当事者同士の匿名性を維持した状態で、第三者の法律専門家などに調査を委託して問題を速やかに解決する第三者機関の設置を提案した。さらに、JOCと全柔連にそれぞれ独立してこの通報機関を設置することをあきらかにした。
2月28日にJOCは、加盟57団体の選手と指導者約6,500人に無記名で「競技活動の場におけるパワハラ、セクハラ等に関する調査」をアンケート形式で実施したところ、4割から回答があったことを明らかにした。その集計と分析を弁護士事務所に依頼して、結果を各競技団体にもきっちりフィードバックする意向だという。
3月13日にJOCは日本体育協会、日本障害者スポーツ協会、全国高等学校体育連盟、日本中学校体育連盟と連携して、スポーツ界における暴力の根絶を宣言して、啓発活動に取り組むことを明らかにした。18日には宣言文作成委員会を設置した。さらに、「暴力行為等相談窓口」を設けて、そこで暴力やセクハラ、ドーピング問題などの相談を受け付けることになった。この窓口は日本スポーツ振興センターやJOCにも設置されることになるという。
3月19日にJOCは「競技活動の場におけるパワハラ、セクハラ等に関する調査」のアンケート結果を公表した。選手1,798名、指導者1457名の計3,255名の回答のうち、選手の11.5%にあたる206名が暴力行為を含めたパワハラやセクハラを受けたことがあると回答した。さらに、指導者の3%にあたる43名がパワハラやセクハラを行ったことがあると回答した。指導者の29.1%は何らかの形で暴力行為を認識していたことも確認された。一方、そのような行為を「見たことも噂に聞いたこともない」と回答した者は74.5%に上った。
3月20日にJOCはパワハラやセクハラ問題に対応するための「通報相談窓口」を都内の弁護士事務所に設置して業務を開始することになった。弁護士が調査を担当して、不当行為が明確になった場合はJOCが対応することになった。
3月22日に文部科学省はこの問題を受けて、暴力を用いない科学的見地に則ったトレーニング方法や、指導力向上などを含めたトップレベルのスポーツ選手の育成方法を検討するための有識者会議を発足する意向をあきらかにした。
3月28日にはJOCの女性スポーツフォーラムが「指導者と選手の間のコミュニケーション」というテーマの下で開かれて、JOC女性スポーツ専門部会部でもある山口香部会長が「（円滑なコミュニケーションのためには）指導者も選手も双方向から意識を変えていくことが必要」との意見を述べた。
4月12日に文部科学省はスポーツ指導の実績がある研究者6名のメンバーから成る「スポーツ指導者の資質能力向上のための有識者会議」の初会合を持った。この会合に出席した下村文部科学大臣は「わが国のスポーツ史上最大の危機。暴力一掃のきっかけとなる議論をお願いする」と発言した。この会議では暴力に頼らないスポーツ指導者のあり方を検討して6月に報告書を提出することになるという。
4月16日にJOCは加盟団体に不祥事があった場合、JOCが事務所への立ち入り調査や帳簿の閲覧等の権利を行使する調査権を明文化した、加盟団体規定の改定を行うことに決めた。さらに加盟団体に定期的な資格認定の更新手続きを義務付ける方針だともいう。また、JOCが3月20日から強化指定選手やスタッフを対象に始めた通報相談窓口には5件の相談が寄せられて、その内の1件は継続調査を要することが報告された。
4月23日には参議院の予算委員会で、日本維新の会の片山虎之助が、柔道界における一連の不祥事に関連して大改革の必要性を首相の安倍晋三に問い質すと、「柔道は一般スポーツと違う。ただ勝てばいいというものではない。」「礼に始まり礼に終わるという武道の神髄を究めることこそ、全柔連に課せられた使命」にもかかわらず、かくの如き事態となった現状は「極めて残念。青少年に悪い影響を与える。」との認識を示して、組織改革の徹底を求めた。文部科学大臣の下村も「自浄作用を発揮して立ち直ってもらいたいし、文科省としても監督していく」と述べた。柔道界の不祥事が国会の場でも取り上げられたことに関して全柔連会長の上村は「はなはだ不名誉なこと」とコメントした。
4月25日には「スポーツ界における暴力行為根絶に向けた集い」において、日本体育協会、JOC、日本障害者スポーツ協会、全国高等学校体育連盟、日本中学校体育連盟が合同で「暴力行為根絶宣言」を採択した。宣言では「暴力は人間の尊厳を否定し、指導者とスポーツを行う者の信頼関係を根こそぎ崩壊させ、スポーツそのものの存立を否定する」「暴力による強制と服従では、優れた競技者は育たない。指導における必要悪との誤った考えを捨て去る」として、今後はスポーツ界におけるいかなる形の暴力も決して認めないことを確認することになった。
また、JOCはこの日に「競技活動の場におけるパワハラ、セクハラ等に関する調査」の最終報告書を公表した。選手と指導者3,379名のうち、選手の25.9%にあたる494名、指導者の29%にあたる429名が競技活動の中で暴力を認識していたと回答した。JOCの福井烈理事は「こういう数字が出たことを重く受け止める。スポーツに携わる一人一人が問題意識を持たないといけない」と述べた。
4月26日には参議院本会議で、スポーツ指導において選手が暴力を受けた際の相談窓口となり、さらには暴力の実態調査も行えるようになる第三者機関をJSC内に新設するための法改正が可決されることになった。
5月10日には文部科学省の有識者会議が体罰防止の具体例を示したガイドラインを公表したが、日本体育協会専務理事の岡崎助一が「単純に許される行為、許されない行為に二分できるのか」とグレーゾーンの存在を指摘した。「不必要な身体接触は避けるべき」との提案には、JOC専務理事の市原則之が柔道やレスリングなどでは指導者が体を使って教えるケースが多いことから、「殴るまでに至らない微妙な行為もある。厳しさから強さが生まれることもあり、非常に難しいテーマだ」と疑問を呈することになった。
5月27日には文部科学省の有識者会議が「勝つことのみを重視し過重な練習を強いることがないよう求める」ことを唱えた、体罰やパワハラを防止するための部活動指導のガイドラインを策定して、全国の学校に通知することになった。それによれば、体罰は「子どもの技能向上に役立たない」と強調するとともに、殴る蹴るといったあからさまな暴力行為やパワハラに当たる発言の他に、「長時間にわたる無意味な正座」、「熱中症が予見される状況下で水を飲ませず長時間ランニングさせる」、「柔道で受け身ができないように投げる」などを体罰の具体例として提示した上で、「指導者と生徒との間で信頼関係があれば許されるとの認識は誤り」との見解を示した。一方で、「初心者に受け身を反復させる」「バレーボールで、反復してレシーブさせる」といった指導や、暴力を振るってくる生徒を押さえつける行為などは認められることになった。
6月4日にJOCは加盟団体規定を改訂して、問題を起こした競技団体に的確に対処するため「事務所に立ち入り、活動状況に関する資料を閲覧し、役職員に質問できる」などJOCの調査、監督機能面での権限強化を明文化した。さらに、ガバナンスの確立や代表選手選考の透明化を競技団体に義務付けるとともに、違反した場合は処分の対象とすることも決めた。
6月10日には文部科学省の有識者会議に、元プロ野球選手である桑田真澄とオリンピック柔道72 kg級銀メダリストである田辺陽子が外部有識者として招かれた。このうち桑田は、小学生の時は練習で毎日のように殴られたと自身が受けた体罰の体験談を語るとともに、「一方的に怒鳴ったり殴ったりするのではなく、選手と一緒に悩み喜ぶ伴走者」こそが理想の指導者であると述べた。また、体罰や長時間練習などで肩や肘を壊して消えていった選手も少なくなかったとして、スポーツ指導のあり方に関しては、「勝利至上主義から人材育成にシフトすることが重要だ」との意見も述べた。
6月21日には内閣府の公益認定等委員会が「スポーツ系公益法人のガバナンス（統治）の確立」というテーマでJOCと日本体育協会にヒアリングを行い、加盟競技団体の役員に外部有識者を積極的に登用することを要望した。
6月28日には最後となる5回目の有識者会議が開かれて、報告書がまとめられた。それによれば、資格制度を整備して指導者の能力向上を図るとともに、全ての指導者が資格を取得することを求めることになった。暴力を生み出す原因としてスポーツの現場における閉鎖性が指摘されたことから、国や競技団体、大学などが有機的に連携して、改善協議を行うためのコーチング推進コンソーシアムの設立も提言された。加えて、女性コーチの育成や、コーチ以外に選手の相談役を務める人材を配置するメンター制度の創設も提唱された。
7月2日には、有識者会議が先週まとめ上げたスポーツ指導者の質の向上策に関する報告書を文部科学大臣の下村に提出した。
7月4日に日本体育協会の指導者育成専門委員会は、指導現場における暴力問題などを受けて「スポーツ指導者のための倫理ガイドライン」を公表した。選手との良好な関係の構築や指導者の社会的責任などが具体的に言及されることになった。また、指導者による暴力やセクハラ、ケガを押してのプレーの強要などは、指導者が自らの権力に無自覚な時や、過度の勝利至上主義に陥った場合に起きやすいスポーツ医科学的根拠を持たない問題ある言動とみなして、注意を換気することにもなった。
7月30日には全柔連会長の上村が8月中にも辞職することを表明したことを受けて、JOC会長の竹田は「一刻も早く新たな体制を整えて改革を進め、公益法人としての社会的責任を果たすべく、信頼される全柔連を再構築するよう期待したい」、専務理事の青木は「スポーツ界のガバナンス（統治）とコンプライアンス（法令順守）が問われている」とそれぞれ見解を示した。
8月9日には日本体育協会が全柔連に対して勧告処分を下すとともに、9月30日までに改善計画書を提出して、その後3ヶ月ごとに経過報告を義務付けることを指示した。勧告内容としては、スポーツの文化的価値や組織としての倫理観を再認識し、ガバナンス（統治）の改善・改革を図ること、女子柔道の暴力問題を受けて指導者資格制度の確立を来たすこと、日本体育協会が実施する「公認スポーツ指導者制度」へ参画することの3点を挙げた。これに対して全柔連の上村は、「ご迷惑をお掛けして申し訳ない。改革、改善はきちんとやっていく。」とコメントした。
8月20日には日本スポーツ振興センター内に、暴力指導への通報や相談を受け付ける第三者機関を設置することに決めた。また、その機関の在り方を検討する「実践調査研究協力者会議」が陸上競技のハードル選手として活躍していた為末大や、競泳の背泳ぎ200mでアテネ及び北京オリンピックの銅メダリストになった中村礼子といった元選手、さらには日本スポーツ仲裁機構の機構長である道垣内正人や早稲田大学教授の友添秀則などをメンバーとして、調査方法や処分案などの仕組みを9月2日の会合で議論することになった。当面はオリンピック強化指定選手のみが対象となる。将来的にこの機関は暴力指導に限定せず、セクハラや組織の内紛といったスポーツ界の不祥事全般に対応することを視野に入れているという。
8月22日にはJOC事務局長の平真が、3月に開設した暴力やセクハラ、パワハラなどの相談を受け付ける通報相談窓口に7月末までに24件の通報があったことを明らかにした。この窓口はオリンピック強化選手や強化スタッフ、加盟競技団体の役職員などを対象としているものの、24件のうち約半数が対象外のケースであった。その一方で、体操の女子選手3名がコーチ2名から暴力を振るわれたとの訴えに関しては、日本体操協会とともにすでに調査に乗り出した。なお、体操以外にも数件の継続調査を行っているという。
9月2日には日本スポーツ振興センター内に設置する第三者機関の在り方を検討する「実践調査研究協力者会議」の第1回会合が開かれて、当面はJOCの強化指定選手のみを対象とした、弁護士や臨床心理士などによる相談窓口を12月までに設けることに決めた。暴力やセクハラなどに関する相談内容を調査した結果、事実と判明した場合は競技団体へ改善勧告を行うことになる。
9月22日に文部科学省は、2020年に東京オリンピック開催が決まったことを受けて、来年度から暴力根絶のためのスポーツ指導改革に取り組むために、関連予算約8億円を概算要求に盛り込むことになった。文部科学省が設置した「スポーツ指導者の資質能力向上のための有識者会議」においても指導における不適切な言動の背景に選手・チームとコーチの閉鎖的な関係が指摘されており、担当者も「柔道女子日本代表の暴力問題でも、選手を支える多くの人が暴力を見ていたはずなのに口出しできなかった。選手のために議論できる雰囲気が必要」だとして、指導の場に多様な関係者の意見が浸透するような体制を整備するという。それによれば、コーチやトレーナー、医師らが連携する「開かれた指導体制」の構築や、外部指導者の積極的登用、第三者機関において選手の被害相談の受付を図るなどを挙げた。文部科学省は「選手が安心してスポーツに打ち込める環境を整え、競技力向上につなげていきたい」とその意図を語った。
10月22日にJOCの女性スポーツ専門部会は、柔道界におけるセクハラなどの問題を受けて、セクハラ防止のためのガイドラインを来年度までに制定することになった。部会長の山口は「他の競技団体が作る際のたたき台にもなる。暴力の問題と同じように取り組んでいきたいと思う。」と語った。
11月12日にJOCは加盟団体審査委員会を開き、組織改革を進める新制全柔連の取り組みに対して佐藤征夫委員長が「非常に良く対応されている。引き続き見守っていく」と一定の評価を与えた。
12月2日に文部科学省の有識者会議は、スポーツ指導で暴力問題が起こった際に競技団体が指導者を処分する際の基準を制定した。状況に応じてコーチ資格の剥奪や停止が盛り込まれることになった。細部を調整したうえで各競技団体に通達する。競技団体によって処分にばらつきが出るのを避けるために、一律の処分を提示することになったという。この規定には強制力がないものの、既に指導者の処分を設けている競技団体にはこの規定に応じた改定を求めるとともに、まだ設けていない競技団体にはこの指針に合わせた基準を求めることとなった。
また、JSC内に設置された暴力を受けた選手による通報や相談窓口となる第三者機関は、年末までに始動する運びとなった。そこでは弁護士や臨床心理士が相談を受け付け、問題ありと判断された場合は「調査パネル」によって事実関係の調査がなされたうえで、競技団体に改善などの勧告を行うことになる。
12月19日に文部科学省の有識者会議は、JSC内に設置するスポーツ指導における暴力やセクハラを受けた選手の窓口となる「第三者相談・調査委員会」の概要を発表した。また、指導者による暴力的指導などに関する処分を行う際の各競技団体への統一基準となるガイドラインも公表した。それによれば、処分の重い順に（1）資格はく奪（2）無期資格停止（3）有期の資格停止（4）文書による注意（5）口頭注意と規定することになった。暴力のみならず、セクハラやパワハラ、罰としてのしごきや特訓も処分の対象に含まれる。座長である早稲田大学の友添秀則教授は「暴力の根絶を本当に行わないと、スポーツという文化が存続し得ないくらい危機的状況にある」と述べた。
2014年7月23日に日本体育協会は理事会を開いて、独自に認定している約40万人にのぼる公認指導者に対して、体罰やセクハラ、パワハラなどを起こした際の処分規定を公表した。今までは指導者の資格に関する詳細な基準を設けていなかったが、柔道などにおける体罰問題を受けて、昨年4月から協議を重ねた上で具体的な基準を策定するに至った。それによれば、処分は重い順に▽資格取り消し▽有期の資格停止▽厳重注意▽注意と定めることになった。

## 全柔連理事による猥褻行為

### 猥褻行為の告発
2013年5月23日に静岡文化芸術大学准教授の溝口紀子が、都内で開催された日本スポーツ法学会のシンポジウムにおいて、代表チーム監督らによる暴力指導を告発した女子15選手に続く「16人目の告発選手が出ました」と発言して、現職の全柔連理事による猥褻行為の存在を明らかにした。それによれば、強化指定選手ではないものの全国大会に出場経験のある30代の女性が、2011年12月に開催された柔道大会の打ち上げの飲み会後に、都内の地下鉄駅構内にあるエレベーターの中で70代の全柔連理事と2人きりになった際に、無理やり抱きつかれたりキスをされるなどしたという。これに驚いた女子選手がトイレに駆け込み携帯電話で友人に助けを求めると、トイレ前で理事が「出てこい」と叫ぶなどしたので、迎えに来た友人とともに交番に駆けつけた。しかし、監視カメラなどの証拠映像がなかったので被害届けを出すことはなかった。また、以前からこの理事に何度かセクハラに近い行為を受けていたともいう。
その後、この女性は該当理事から擦れ違いざまの謝罪は受けたものの誠意を感じられなかったので、正式な謝罪や理事職の辞職を求めて全柔連の別の理事に相談を持ちかけた。しかし、これといった進展が見られなかったために、「暴力の根絶プロジェクト」でセクハラ問題も議題に上がったことを知り、この問題の部会長である北田典子経由で教諭の溝口純に相談を持ちかけた。女性は今なお精神科の通院治療を受けているという。この女性の弁護士である境田正樹によれば、この理事は今回の告発1ヶ月前に「やって（訴えて）も無理だよ」と女性に話しかけてきたともいう。続けて、この理事の辞任を求めて今後全柔連と交渉することになるが、今回の一件は強制わいせつに相当するので刑事事件になってもおかしくないと語った。一方、全柔連広報委員長の宇野博昌は、事態の把握に努めていると述べた。上村や副会長の藤田などの執行部もこの一件については何も知らなかったという。
5月24日に全柔連は専務理事の小野沢弘史を責任者とする特別調査チームを立ち上げて、この問題の調査に当たると発表した。
続けて広報委員長の宇野は、女性が相談を持ちかけたという別の理事の存在に関して、調べた限りでは見当たらないと語った。
加えて、調査チームのメンバーで「暴力の根絶プロジェクト」セクハラ根絶部会の責任者でもある北田は、准教授の溝口が被害女性を現役選手と発表したが、実際は理事と同じ職場の職員であり、猥褻行為が複数回あったとの言及に対しても1回だけの行為であったと否定した。さらに女性が別の理事に相談を持ちかけた事実も存在しないと指摘して、「溝口さんに“指導”ですね」と溝口准教授の誇張めいた発言の数々に苦言を呈した。この点に関しては溝口准教授も「すいませんでした」とメールで返答してきたという。これに対して溝口は、被害女性を選手と紹介したのは女性が職員であると同時に選手でもあり、本人が選手という肩書きに同意したので用いたまでのこと、女性が全柔連及び東京都柔道連盟の役員を兼任する人物には相談を持ちかけていたこと、セクハラではないものの、今年4月になって女性がこの理事と業務上の同行を求められたことで精神的に不安定に陥ったこと、北田にメールで謝罪したのは北田の同意を得ずにシンポジウムで猥褻行為の存在を公表したことだとの反論を行った。
続けて溝口が語るところに拠れば、全柔連理事による猥褻行為を被害女性からSNS経由で知ることになり、北田にこの件を知らせると、北田は被害女性から事情聴取して全柔連執行部に事件の概要を報告した。しかし、「現在は余裕が無く、ハラスメント規定も明確でないので対応できない」との返答を受けた。この対応により、全柔連は組織として独自調査する意思がなく、保身のための隠蔽に走るだけで自浄作用がないことを悟ることになった。助成金不正受給問題を調査するために立ち上げられた第三者委員会に対する全柔連の対応が、隠れ蓑ないしはアリバイ作りの感がありありと考えていたことも相まって、これでは一旦辞意を表明したはずの全柔連の上村の居座りが現実のものと化してしまうのではないかという思いをますます強くしていったという。

### 理事辞任表明
この一方で当該理事は、「事実です。後悔していますし、相手には大変申し訳なく思っています。」と猥褻行為を認めて、全柔連理事及び兼任する東京都柔道連盟会長を辞職する考えを示した。理事によれば、被害女性は職場の部下であると同時に柔道の「形」競技の選手でもあるが、いわゆる試合をする選手ではないという。続けて、当日は都柔連の行事後に春日駅近くの居酒屋でたまたまその女性と遭遇すると、女性の友人を含めた3名で都営三田線に乗車して、巣鴨にあるすし屋に立ち寄って飲食した。その後、「巣鴨駅構内にある地下鉄のエレベーターに2人で乗ったこと」、「高島平駅の女子トイレ前で女性を待っていたこと」、「駅近くの交番でタクシーに乗って警察官に送られる女性を見たこと」まではおぼろげに覚えていると述べた。しかし、かなり酔っていたので具体的な行為まではよく覚えていないものの、女性にキスをしようとした点に関しては認めた。
それに対して、「巣鴨駅構内のエレベーターで理事が被害女性を壁に押し付けてキスを1分近く強引に続けたので地下鉄に乗って逃げた。すると、理事も追いかけてきたので次の駅で降りてトイレに駆け込み携帯電話で友人に助けを求めると、理事がトイレのドアを叩いて大声で『出て来い』と叫び、女性を引きずり出そうとして揉み合いになった。友人が到着したのでトイレを出て逃げようと、駅の階段を上った際に転倒して頭を強く打ったりもした。その後女性は何とかタクシーに乗って逃げると、この理事が別のタクシーに乗って執拗に追いかけてきたので、女性のタクシーが交番近くに停車すると、追いついた理事が女性の乗ったタクシーの窓を激しく叩いて、女性の腕を掴みタクシーから引き摺り下ろそうとした。そこに警官が駆けつけて理事に事情を聞くと、『具合が悪そうだったから、介抱しようとしただけだ』などと弁明して立ち去った。」との話も出ている。
理事は3日後になって被害女性を含めた女性職員3人の前で「5分から10分ぐらい、相当丁寧に」謝罪をすると女性もうなずいたので、それで相手も了承してくれたものだとばかり思っていたという。しかし、今頃になって表面化したのは不思議なことだと述べるとともに、結果として被害女性とは性格が合わなかったとの認識を示した。
全柔連会長の上村は大学の先輩でもあるこの理事の辞任に関して、「おやめになるのであれば残念なこと。以上！」と述べるにとどまった。
全柔連強化委員である部会長の山口は「今回の一件は言語道断であり、全柔連は理事の辞任を受け入れるのではなくて解任すべき」と発言する一方で、「この件は選手と指導者の関係ではなく、職員と上司の構図。暴力指導など一連の問題とは、性質が違う。」とのコメントも付け加えた。
5月25日に当該理事は東京都柔道連盟会長を辞任した。その際に「全柔連にも迷惑をかけてしまい、深くおわびしたい。あらゆる処分に従う。」、被害女性にも「改めて謝罪したい」と語った。
5月28日には特別調査チームがこの理事に聞き取り調査を行った際に、理事は全柔連理事職の辞表願いも提出したが、一時預かりとなり受理されなかった。またこの日、チームは女性にも聞き取り調査を行った。

### 永久追放
5月31日には特別調査チームが会合を開き、該当理事を事実上の除名に該当する会員登録の永久停止処分にする案をまとめた。理事はすでに28日に辞表を提出していたものの一時預かりの状態になっていたが、民法における委任契約では理事職の辞表は受け入れざるを得ないことなどから、規定上この日付で退任扱いとすることになった。聞き取り調査では、理事が被害女性に強引にキスを迫った他、逃げる女性をタクシーで追いかけるなど猥褻行為の事実を確認した。「被害者に恐怖を与えたことから、厳しい対応をすべきだ」との認識から、今年2月に刑事裁判において準強姦罪の一審実刑判決が下されたアテネオリンピック及び2008年北京オリンピック66 kg級金メダリストである内柴正人に続いて、全柔連で最も重い処分となる永久停止処分が妥当だと判断されることになった。さらに北田は「セクハラを根絶するという思いを込め、この決定に至りました。セクハラ行為は今後、最低でも期限付きの登録停止になる.
」ことを明らかにした。
6月11日の全柔連理事会において、この理事の会員資格を永久停止にすることが承認された。

### 書類送検から不起訴処分へ
6月18日には被害女性が巣鴨署に被害届けを提出して受理されていたことが明らかになった。当初訴えるつもりはなかったが、テレビや新聞で報じられた前理事の言動を見て全く反省していないのではないかと疑問を抱くようになり、今月に入って理事から示談を打診されるも拒否することになった。被害女性の弁護士である境田は示談を拒否して被害届けを提出した理由について、「(前理事の説明に)事実と異なる部分があったことと、謝罪の意思が感じられなかったことです」と語った。。
8月22日には警視庁の捜査一課が、元理事を強制わいせつ容疑で書類送検に付していたことが明らかになった。2011年11月に豊島区の地下鉄駅のエレベーター内で女性に無理やり抱きついてキスを迫った疑いによるもので、元理事も酒に酔ったうえでのこととしながらも、容疑を認めているという。
11月5日に東京地検は元理事を不起訴処分にすると発表した。元理事と被害届けを提出していた女性の間で示談が成立して、女性が告訴を取り下げたためだという。

## 天理大学柔道部の暴力問題

### 下級生に対する暴力行為の発覚
2013年9月4日には、大学柔道界の名門として知られる天理大学柔道部で、男子部員による暴力行為が発覚した。大学側によれば暴行は3度にわたって行われた。1度目は今年5月中旬に4年生の男子部員6名が練習後に寮に1年生部員28名を集めて、その内の4名が「水を飲むのは休憩時間のみ」「練習中、気合が足りない」「集中していない」などと叱責して、約10名の顔を平手打ちした。この際に部員1名の鼓膜が破れた。なお、この現場には柔道部主将であり、8月のリオデジャネイロ世界選手権73 kg級で金メダルを獲得した大野将平も立ち会っていたものの、大野は直接暴力は振るっていないという。大野は「（暴行を）止められず、ふがいない。申し訳ない。」と弁明した。6月中旬の練習後には、先月暴行を振るった4名のうちの1名が、鼓膜を負傷した1年生1名に対して「練習態度がなっていない」と木刀で尻を数回叩いた。さらに7月初旬には、この1年生部員が体調不良を訴えて休みを申し出た際に平手打ちした。7月10日にこの1年生部員が、柔道部監督の土佐三郎に暴行を受けたことを打ち明けるとともに、退部を申し出たことで事件が明るみに出た。17日にこの件の報告を受けた柔道部部長の藤猪省太は、18日と24日に土佐や4年生の部員らとともにこの1年生の自宅に謝罪へ出向いた。この時は大野も同行して「申し訳なかった。これからは自分が4年生をきちんと指導する」と述べたという。
一方、大学当局は読売新聞からの問い合わせで23日にこの件を把握すると、24日には藤猪からも報告を受けることになった。8月には暴行を振るった4年生4名から事情を聞いたところ、「暴力はいけないと思ったが、感情を止められなかった」「指導のつもりでたたいた」と暴行の事実を認めた。この4名は謹慎処分を受け、土佐監督も8月20日まで自宅謹慎の身となった。柔道部自体も7月24日から8月16日まで活動を控えることになった。
9月4日に記者会見した天理大学副学長の山田常則は今回の件を謝罪するとともに、全学的にこの問題に取り組んでいく所存であることを表明した。
また、大野を世界選手権に出場させたことに関しては、現場に居合わせたものの直接暴力を振るったわけではないので黙認したと述べた。なお、大野が務めている柔道部主将の交代を検討することになるともいう。同じく会見した部長の藤猪は、この件を把握しながら全柔連に報告せず、8月21日に全柔連の新理事に就任した点について問われると、「部内と学校の中の話で終わると思った。甘かった。」、「（暴力問題の対処は）大学に預けていたので、（学外に）問題が起きていることを言えなかった状況ということです」と述べて、この件を隠蔽する意図は持ち合わせていなかったことを主張した。これに対して被害を受けた1年生部員の関係者は、「これほどひどい暴力があった部の部長が、全柔連の理事になるなんて許せない」と憤った。なお、藤猪は3日に全柔連に対して理事を、4日には大学に対して柔道部部長を辞任する意向を伝えた。
他方、全柔連会長の宗岡は「全柔連は『暴力の根絶プロジェクト』を実行しているところで、今回の件については事実関係を確認した上で、適切に対応したい」「柔道界が暴力集団と思われないようにスピード感をもってやらないといけない」、専務理事の近石は「体育会の悪弊。特に柔道はそういうことを良しとするムードを引きずっている。」とそれぞれコメントを発した。全日本学生柔道連盟は今月末に理事会を開いて、大学からの報告を検討したうえで天理大学柔道部の大会参加などに関する取り扱いを決めることになった。

### 柔道部部長と監督の解任
9月5日には今回の騒動を受けて天理大学が学内における意思決定機関である全学協議会を開いて、柔道部部長の藤猪省太と監督の土佐三郎の解任を公表した。なお、土佐は「誰でも務まるわけではない」として、寮の舎監には留まることになった。さらに柔道部の活動自体に対しても、今回の件に直接関わりのない女子部員をも含めて連帯責任として、再発防止策が確認されるまで無期限の活動停止処分を下すことになった。これにより柔道部部員は7日から始まる全日本ジュニアを始めとした各種大会に出場することのみならず、練習さえも出来なくなった。1年生に暴行を振るい鼓膜を破るなどのケガをさせた4年生4名は8月26日付けから30日間にわたる停学処分となった。暴行現場にいながらも暴力は振るわなかったとされる大野を含む2名の4年生は厳重注意となった。また、大野は主将の座を解任された。一方、奈良県警も今回の件で大学当局や暴行した部員などから詳しい事実経緯についての聞き取りを始めることになった。
またこの日、全柔連は柔道部部長の藤猪、監督の土佐、監督代行の正木嘉美の3名を東京に呼び出して、暴力事件の経緯及び全柔連への報告が遅れた点などに関する事情を大学側が用意した資料を基に聞き出した。来週にも大学側からの再調査報告を受けて、藤猪らの処分を検討する懲罰委員会を立ち上げることになった。なお、藤猪がすでに提出していた全柔連理事の辞表届けは5日付けで受理された。さらに専務理事の近石は、今後の展開次第では世界チャンピオンである大野が全柔連の強化指定選手から外される可能性もあることを示唆した。
IOC総会に出席するためブエノスアイレスに赴いていた文部科学大臣の下村は、今回の件について「本当に残念だ。（全柔連）新体制の下でのスタートだと国民も期待していたところだったと思う。徹底して全て洗い直してほしい。」と語った。オリンピック東京招致の協力で同じくブエノスアイレスに滞在している全柔連副会長の山下も「（暴力根絶は）簡単ではない。とにかく隠さないことが大事。（過去に）ある程度容認されていたことも、これからはそうじゃない。」と述べた。
9月7日に全日本学生柔道連盟は加盟304校に対して、暴力問題の有無に関する調査を1ヶ月をめどに求める方針を示した。大野ら天理大学所属の強化指定選手に対する処分は全柔連の決定が下されるまで保留することになった。

### 世界チャンピオンによる暴力行為も発覚
9月11日には全柔連から暴力問題に関する再調査を求められていた天理大学が、大野が主将に就任した昨年11月以降における暴力行為の有無に関して新たな聞き取り調査を柔道部全部員93名のうち89名から行った結果、すでに判明している3度にわたる暴行の際に暴力を振るっていないとされた大野も、別の暴力行為に加担していたことを明らかにした。それによれば、5月28日の練習後に柔道部の寮にある「待機部屋」に1年生全員を集めて、4年生が1年生を数回平手打ちしたのに加え足を1回蹴ったという。この際に大野も1年生を2回平手打ちにした。また、4年生に1年生を「指導」するように命じられた2年生5名と1年生2名も1年生を平手打ちにした。大学側は今回新たに判明した暴力行為に対して、大野を含めた4年生5名を9月10日付けから30日間の停学、2年生5名に14日間の停学、1年生2名に譴責処分をそれぞれ下した。この件に関して副学長の山田は「練習中に気を抜くとけがをする恐れがある。1年生に気合を入れようとする指導の中で手が出てしまった。」と釈明するとともに、部内における暴力の常態化を強く否定した。当事者である大野は「全柔連が暴力行為を排除している中で、自分がたたいたことは誠に申し訳なく、反省している。出直していきたいと思っている。」と話した。なお、大野の出身地である山口市は大野が世界選手権で優勝したことを祝す横断幕を撤去した。また、大学側は学長である飯降政彦名義で今回の一件を謝罪するとともに、暴力行為に関してさらに遡って調査を行うか否かを、外部有識者を含めた「天理スポーツ規範検証委員会」で検討することになった。
一方、全柔連専務理事の近石は大学側の再調査結果に対して、「隠蔽はなかったと思う。新たな調査で判明したことがあった。暴力は常習的なものではなかった。」との認識を示した。副会長の山下は「大変な衝撃を受けた。先輩が後輩に暴力を振るう方が根は深く、指導者も気付かない。柔道界で暴力は絶対に許されないことを全員が再認識するべきだ。」と語った。また、18日に開かれる懲罰委員会でこの問題に関与した指導者や学生の処分を検討する。
9月13日に行政改革担当大臣の稲田は、10日に内閣府公益認定等委員会が今回の1件に関する原因や経過をまとめた報告書の提出を、1ヶ月後をめどに全柔連に求めていたことを明らかにした。稲田は「全柔連の暴力問題と時を同じくして暴力行為があったことは非常に残念だ。すごく根が深い問題だ。」と述べた。
9月14日にはかつて2度ほど天理大学の監督を務めていた正木嘉美が、監督を解任された土佐に代わって新監督に復帰することが明らかになった。
9月16日には全柔連の「暴力の根絶プロジェクト」が会合を開き、今回の暴力問題を受けて9月28日と29日に開催される学生体重別に出場する全ての大学の指導者や選手など約3,000名を対象に暴力行為に関するアンケート調査を実施することに決めた。事務局長の宇野は「家族の意見も聞きたい。同じことを今後起こさないためにどうするべきか。アンケートに抑止力を期待する。」と説明すると、プロジェクト責任者の山下副会長も「アンケートは毎年やる覚悟で粘り強く取り組む。ピンチをチャンスに変えたい」と決意の程を述べた。
9月17日にJOCは、10月に中国の天津で開催される東アジア競技大会柔道競技に出場予定だった天理大学所属の2名が暴力行為には関わっていなかったことが確認できたとして、代表入りを承認した。

### 登録停止処分
9月18日に全柔連は、委員長に理事の梶木寿、同じく理事の近石康宏、副会長の山下泰裕、委員長の田辺陽子、友添秀則をメンバーとする懲罰委員会を開いて、関係者への処分を公表した。それによれば、天理大学柔道部前部長の藤猪省太と前監督の土佐三郎を「暴力防止義務はあったが手は出していない」として文書による戒告、1年生に平手打ちするなどの暴力を振るった73 kg級世界チャンピオンで柔道部主将であった大野ら4年生9名に3ヶ月の登録停止処分、4年生からの指示で1年生に暴力を振るった2年生5名には文書による注意処分をそれぞれ下した。4年生からの指示で同じ1年生に暴力を振るった1年生2名は処分を見送られた。今回の処分で大野ら2名の4年生は全柔連の強化指定選手を外される結果となり、復帰は処分明けに検討されることになった。専務理事の近石は「今回の処分が、裁判で言えば一つの判例になる」と平手打ち一発でも競技者としての活動停止に直結することを示すとともに、大野ら学生の処分は「前途有為である」として教育的な配慮を施した点も付け加えた。また、天理大学側から全柔連への報告が遅れた点に関しては「隠蔽した形跡はなかった」と結論付けた。
9月27日に全日本学生柔道連盟は天理大学の暴力問題を受けて、11月までに暴力撲滅に向けた倫理規定の作成と、問題が起きた際に調査と懲罰を受け持つ倫理委員会を立ち上げることを決定した。天理大学には10月までに再発防止策の提出を求めるとともに、部員にボランティア活動を促して月に一度の活動報告を行わせることになった。佐藤宣践会長は天理大学の活動停止期間は「社会通念に照らし、処分期間は半年以上が妥当」との見解を示した。また、連帯責任として女子の活動も停止させたことについては処分を取り消す方向となった。
9月28日に全日本学生柔道連盟は、学生体重別が開催された日本武道館において、選手、指導者、観客らを対象に暴力行為に関するアンケート調査を行った。
9月30日には全柔連理事で天理大学柔道部師範でもある細川伸二が、再発防止のための研修会やボランティア活動などに柔道部が取り組んでいることを明らかにした。なお、停学中である大野らは加わっていない。
10月2日に奈良県警は、4年生の暴力によって鼓膜を破るなどの怪我をした1年生やその親族から暴行を受けた経緯や内容に関する聞き取りを行った。この1年生は練習中に水を飲んだなどとして、4年生に計3度にわたる平手打ちを受け、5月23日ころに受けた暴力行為で鼓膜が破れたという。
10月5日には国体の成年男子の部に奈良県代表として出場予定だった天理大学の部員5名が、出場辞退していたことが判明した。なお、柔道部は11月の団体体重別にも出場しないことになっている。
10月7日に全柔連の「暴力の根絶プロジェクト」は会合を開いて、先月の学生体重別の際に実施された暴力に関するアンケート調査で回答を寄せた男子選手590名、女子選手287名、男性指導者54名、女性指導者4名のうち、いずれにおいても重大な案件は存在しなかったことを報告した。
10月10日に天理大学は、「天理大学スポーツ宣言」と題した「本学の決意表明」において、全ての体罰や暴力、ハラスメント、人権侵害などの根絶に取り組むことをホームページ上に公表した。
10月12日に天理大学柔道部は東日本大震災復興支援プロジェクトの一環として、宮城県七ケ浜町で仮設住宅の雨どいの清掃作業などのボランティア活動を行った。柔道部師範の細川や監督の正木をはじめ、停学処分の解けた主将であった大野将平ら4年生部員18名などが参加した。この際に大野は、「主将として管理しなくてはいけなかった。申し訳ないと思っています。気持ちを新たに頑張りたいです。」と語った。暴力問題後、全柔連からボランティア活動を求められていた天理大学柔道部は、停学期間中だった大野らを含めてすでに奈良県内や学内において清掃活動に従事していた。
11月1日に全日本学生柔道連盟は理事会を開いて、暴力行為の禁止やその処分などを明文化した倫理規定を承認して、同日付けから施行することに決めた。それによれば、いかなる状況であっても精神的ないしは肉体的な暴力行為や、指導に名を借りたいじめ行為を厳禁して、それに抵触した場合は大会への参加資格の停止や、役員資格の取り消し処分を行うとしている。加えて、必要であれば倫理委員会を設け、調査や処分内容を検討することにもなった。

### 活動再開へ
11月5日に天理大学副学長の山田が、問題発覚後に学生や指導者を対象に研修を実施して「学生の意識が変わってきた」などを理由に柔道部の活動を一部再開させることを承認した。これにより、元主将の大野らが早速練習に取り組むことになった。今後は週3日の練習を2週間ほど行い、上級生と下級生の意思疎通を図った上で通常の練習に戻るとしている。ただし大会への参加は暫くの間見合わせる。一方、女子は全面的に活動再開となった。また、これからも地域の清掃などのボランティア活動は続けるという。

## 元世界柔道代表選手の大束正彦による暴行事件
2014年1月13日、神奈川県秦野市南矢名の東海大学前駅近くの路上において、元世界柔道代表の大束正彦が病院職員の胸ぐらを掴んで投げ飛ばしたり、止めに入った会社員の顔を殴って軽症を負わせた傷害容疑で神奈川県警に逮捕された。大束は事件前に近くの居酒屋で同僚や知人と酒を飲んで泥酔していたという。調べに対して大束は「何もしていません。酒に酔って覚えていない。」と供述している。その後処分保留で釈放されたが、所属会社は大束を検察の判断が出るまでの謹慎及び、6ヶ月の対外試合出場停止処分に付した。また、監督責任として同社の部長を戒告と3か月の部長業務停止、柔道部監督を戒告処分に決めた。団体戦も3ヶ月間出場を見合わせることになったが、6月の全日本実業柔道団体対抗大会には出場する。なお、同社は「二度とこのようなことを起こさぬよう、指導や教育の徹底を図って参ります」との声明を出した。1月23日に横浜地検小田原支部は同選手を起訴猶予処分とした。1月30日に全柔連は、同選手を6カ月の会員登録停止処分に科した。なお、前日に同選手の所属企業から事情聴取した全柔連によれば、負傷した男性は右手薬指骨折で全治1カ月のケガだったという。

## その他の柔道選手に対する暴力及びセクハラ行為

### 熊本県立某高校のケース
2010年3月に熊本県教育委員会は、阿蘇教育事務所管内にある某県立高校の柔道部監督を戒告処分に付したことを公表した。それによれば、この監督が自チームを引き連れて福岡県内の大学へ出稽古に赴いた際に、女子部員が稽古相手の女子大学生に蹴られたことに憤激して、その女子大学生の腹を蹴り上げたという。監督はこの行為によって裁判所から罰金10万円の略式命令も受けることになった。続いて2011年11月に熊本県教育委員会は、この監督が柔道部の女子部員と同じ部屋で就寝するなど不適切な行為に及んだために、今度は停職1ヶ月の処分を下した。それによれば、この監督は6月にとある大会に参加するため山鹿市内のホテルに女子部員2名と宿泊した際に、そのうちの1名を深夜に自分の部屋に呼び寄せてマッサージを行わせた。監督によれば、女子部員はその後眠ってしまったために、自らは別間で就寝したという。また、別の日にはこの女子部員を深夜に自宅に呼び寄せて、一緒にコンビニエンスストアまで買い物に出かけた。

### 藤村女子中学のケース
2013年1月23日には、かつて藤村女子中学の柔道部に所属していた女子生徒が、体罰を受けて重傷を負ったとして約495万円の損害賠償を求めて部の顧問と学校側を提訴していたことが明らかになった。女子生徒によると、2011年3月に練習で馬跳びをしていた際に、顧問に「声が小さい」と鉄棒で背中を数回殴られたうえに、「やる気があるのか」と頬を殴られて左耳の鼓膜が破れるケガを負ったという。さらに同校に在学していた2009年から2011年にかけて、高校生や大学生と乱取り稽古を強いられた際など計3度にわたって右の鎖骨も骨折したと主張している。学校側は訴状内容と事実が異なる点もあり、裁判で明らかにしていくとコメントした。
2014年6月4日までに、東京地裁立川支部で争われていたこの裁判の和解が成立したことが明らかになった。和解は5月8日付けとなっており、学校側が元生徒に謝罪して、180万円の和解金を支払うことで解決となった。学校側は「体罰があった事実を真摯に受け止め、今後、再発防止のため一層の対策を講じたい」と語った。

### 市立汎愛高校のケース
2013年2月1日には大阪市教育委員会が、ロンドンオリンピック78 kg超級銀メダリストで元世界チャンピオンでもある杉本美香の出身校として知られる市立汎愛高で、50代の男性教諭が授業中に女子生徒を平手打ちするなど、体罰を振るっていたことを明らかにした。それによれば、2012年4月に和歌山県で行われた同校武道科の校外実習において、柔道部員である3年の女子生徒が下級生に絞め技を掛けた際に、それ以上続けさせるのを制止するため何度も注意したが聞き入れられなかったので、その生徒の頬を2、3発叩いた。両者ともケガはなかったという。その後学校側は生徒の保護者に謝罪して、教育委員会にも事のあらましを報告したものの、担当職員がこの一件を上司に報告せずおざなりになっていたが、2013年に入って匿名の情報提供により問題が発覚することになった。同校からは他にも体罰事案が報告されており、弁護士の外部監察チームが詳しく調査することになった。大阪市の橋下徹市長は「事実を確認できておりませんが、放置できる問題ではありません」と語ると、教育委員会も「担当職員のミスで体罰への対応が遅れたことは申し訳ない。徹底した調査を行う。教諭の処分も検討する」との見解を示した。

### 宮崎商業高校のケース
2013年3月29日に宮崎県教育委員会は、体罰や暴言を繰り返していたとして保護者から免職を求める嘆願書も出されていた、宮崎商業高校教諭を懲戒免職処分にしたことを公表した。それによれば、この教諭はインターハイや全国高校選手権において個人戦の優勝者を複数出すなど柔道部顧問として実績を残した一方で、少なくとも2010年7月から2012年9月までに女子部員13人に対して、頭や顔を殴ったり腹部を足で蹴るなどの体罰を10回以上繰り返していた他に、「ブス」や「ブタ」といった暴言も盛んに浴びせていた。とりわけ、2011年には1年生部員に対して左耳の鼓膜を破る怪我を負わせて謹慎処分を受けながら、2012年にはさらに2年生部員の後頭部などを叩いて打撲傷を負わせて、この一件では傷害容疑で書類送検にも付されていた。
また、申請に必要な保護者の同意を得ずに、宮崎市が選手に支給する奨励金を無断で申請して41万円ほど受領していたことも明らかになった。
さらに、この教諭はかつて市立柏高校の女子柔道部監督を務めていた時代に、インターハイ女子団体戦で3連覇を達成させる成果を挙げながら、女子部員の顔を殴って左目近くの部位を骨折させていた他、部で禁じられていた女子部員との付き合いを行っていた男子部員を、柔道部顧問と後援者とともに殴って怪我を負わせ、この男子部員が柏署に被害届を提出するといった問題も引き起こしていた。
なお当時の市立柏高校柔道部では、女子柔道部員を自宅などに下宿させていた管理人である後援会幹部が女子部員2名に度々乱暴を働いて後に懲役8年の実刑判決を受けるといった事件も起きていた。
5月には懲戒免職処分を受けた元教諭が、選手を強くしたいという気持ちで行った指導を宮崎県教育委員会側が一方的に体罰だと判断したとして県人事委員会に対して処分取り消しを求める不服申し立てを行った。
2014年7月25日に宮崎区検は、部員への傷害容疑で宮崎北署に書類送検されていた元教諭を、嫌疑不十分として不起訴処分にすることを公表した。区検の説明によれば、「裁判で立証するのに十分な証拠を集められなかった」からだという。

### 弥富高校のケース
2013年9月9日に名古屋地裁は、弥富高校の柔道部監督を務めていた元教諭が複数の女子部員に強制猥褻行為を働いたのは、指導者の立場を利用した悪質な犯行だとして、懲役2年2ヶ月、執行猶予3年の判決を言い渡した。それによれば元教諭は、柔道部監督時代の2010年11月から12月にかけて女子部員の体に触れるなどした。さらに、2011年2月には寮から家に逃げ帰った別の女子部員を連れ戻した際に、三重県内のホテルに連れ込み「体を触らせてくれ」などと言って猥褻行為に及んだ。元教諭側は公判において「悪ふざけだった」と無罪を主張していたものの、裁判長は元教諭が普段から暴力を振るっていたために女子部員側は強い抵抗が出来る状況ではなかったと指摘して、元教諭側の主張を退けた。

### 相原中学のケース
2013年10月20日には、相模原市からの委嘱を受けて相原中学柔道部の外部指導者として、対外試合の際にはヘッドコーチを務めていた男性指導者が、自身が館長として運営する道場で部員に平手打ちなどの暴力を振るっていた疑いが浮上した。そのため、相模原市教育委員会や神奈川県柔道連盟が具体的な調査に乗り出すことになった。相原中学柔道部の部員23名全員がこの道場に所属しており、そのうちの22名が寮生活を送っているが、8月から9月にかけて全柔連や相模原市教育委員会に体罰の訴えがあったことから、無記名によるアンケート調査を行ったところ、3名の部員から練習中に平手打ちをされたり、軽く蹴られるなどの暴力を振るわれたとの回答があった。もう1名からは「（体罰に関して）言うなと言われている」との回答も寄せられた。それに対して館長は「試合前や練習中に気合を入れる意味で背中や尻を軽くたたくことはあるが、決して体罰ではない」と反論した。一方、教育委員会側は「不適切な行為。今後一切ないようにしてもらいたい。」と館長に改善を求めたものの、「不適切な指導だが、体罰ではない」との見解も合わせて示した。部員の保護者からはこの件を非難する声が上がっておらず、アンケートに回答した部員も被害を深刻に捉えてはいないという。体罰を受けたと回答した3名も、後の追加調査では「体罰と思っていない」と回答したという。なお、相原中学柔道部の部員は2010年10月まで約20年間も所属道場のみで練習しており、学校での部活動は行わずに対外試合の時だけ相原中学の名の下で出場していた。しかし部外者から「公立中学校の部活動の姿としておかしい」との指摘を受けると、教育委員会側は「部活動の指導を道場に丸投げしていた。不適切だった」として、校内での練習を指示した。その後、2012年になって校内の柔剣道場が改修されると、週2日そこで練習するようになった。
10月22日に相模原市市長の加山俊夫は教育委員会側が今回の一件について「学外活動であり部活動ではない」と説明したことに対して、「（館長らを）外部指導員として委嘱している。部活動の一部。」との認識を示すとともに、「市教委や学校はもう少し注意を払い、入り込んだ指導が必要だったのではないか」との苦言を呈した。
また、2009年12月には道場での練習試合の際に、警察官の男性コーチが当時2年生だった男子部員に平手打ちを加えて、左耳の鼓膜が破れるケガを負わせていたことも明らかになった。しかし、教育委員会側はこの事実を認識しておらず、2010年10月に外部からの通報で事の次第を知ったが、道場側が再発防止を約束したので委託を継続させていたことも判明した。一方、この日に館長は教育委員会側に「お騒がせして申し訳ない」と、外部指導員を辞任する意向があることを伝えた。
11月9日には保護者会が開かれると、館長が「不適切な指導があった」と謝罪して、コーチの警察官とともに外部指導員の辞任を表明すると、11月13日に教育委員会が正式に両者の辞任を受理した。多くの保護者からは「柔道で上を目指す子供に配慮してほしい」と留任を求める声があがったものの、辞意を撤回しなかった。今後は道場での指導のみで、校内や練習試合での指導はできなくなる。しかし、外部指導者の資格がなくても申請次第で大会会場に入ることは認められるという。
12月6日に全柔連は、昨年9月から12月にかけて寮生活の乱れなどを理由に男子生徒2名と女子生徒1名に数回平手打ちしたとして、館長とコーチの警察官をそれぞれ6ヶ月と3ヶ月の会員登録停止処分にしたことを公表した。停止期間内に全柔連主催の大会に生徒を引率することは出来ないが、道場での指導は認められる。

## この問題への関係者のコメント
- 当時、東京都知事だった猪瀬直樹はこの件で「情けない。不愉快だ。」と発言する一方で、2020年東京オリンピック招致活動の面では大きな影響はないと思っているとの見解を示した[630]。
- 大阪市長の橋下も今回のJOCや全柔連の後手後手に回る対応を「ぐだぐだである」と批判した[631]。
- 柔道家であり参議院議員の谷亮子は、当初全柔連が監督の園田を留任で済ませようとしたことに「賢明な判断」、園田について「人間性の素晴らしい立派な監督」との認識を示すと、自身は20年以上強化選手をやってきたが、歴代監督による暴力的指導は一切なかったとも発言した[632][633]。しかし、園田監督が辞任すると聞き及んだ際には、「反省してほしい」との見解を示した[634]。さらに、この問題の再発防止策として、選手の所属先と全柔連との意思疎通が充分に図られるシステムの構築が必要であり、この点は選手時代から指摘してきたことだとも述べた[635]。また、柔道のコーチになるためには、フランスのように国家資格を取得してからなるべきだとの提言も行った[636]。
- 柔道家であり、総合格闘家でもある石井慧は「園田先生はいい人であり、かわいそう、リオまで続投すべきだった」との見解を示した[637]。
- 柔道家でプロレスラーでもある小川直也は、明治大学の後輩である園田が世間を騒がせたことを謝罪するとともに、今回の騒動はお家騒動の側面があるとの認識を示した[638]。しかしその後のインタビューで、今回の騒動は単なる派閥争いを超えた個人的な怨念が背景にあるのではないかとの推測を示した。さらに自らの現役時代から男子に関しては体罰はなく、当時から選手第一の流れで現在にまで至っているとも語った[639]。また、山口香との対談では、柔道界も今や派閥争いに興じているような時代ではないとの認識で一致した[640]。さらに、評議員会で全理事の即時解任を求めながらも否決されることになった理事長の了徳寺健二に関して、言ってることは正論ながらも周囲から所詮は学閥闘争と見られている以上、他の評議員から同調を得るのは難しいと述べた。了徳寺が理事長を務める了徳寺学園は筑波大学や東海大学の卒業生を多数受け入れてつながりも深いが、その一方で現体制は明治大学出身の上村を中心としているので、了徳寺の目論見が成功したとしても別の学閥が新体制を構築することになるだけと周囲は見ているのかもしれない、自分はそのような見方には与しないけどとも補説を加えた。また、新体制にはクリーンな人物が望ましく、助成金の不正受給に関与した人物は誰一人加わってはならないとも語った[641]。
- 実業団チームのパーク24柔道部監督の吉田秀彦は柔道界における暴力問題を受けて、「体罰と教育は紙一重だと思います。一人で練習をしているとどうしても甘える。そのときに叱咤激励があったから僕はやってこれた。それが体罰かというと、違うと思います。日本には外国とは違う文化がある。日本は日本人らしい教育でも良いんじゃないかと思う。行き過ぎた体罰は良くないけど、愛のある、相手のことを思って（厳しく）やることは、人を成長させるためには必要じゃないかと僕は思っております。」との意見を述べた。また、暴力問題で女子代表監督を辞任した大学の後輩である園田に関しては、「弁護するわけじゃないけど、僕が見ていた限りでは園田なんて本当に一生懸命にやっていた。選手も面と向かって言えばいい。誰も出てこないで人を非難して。あれだけ愛情を持っていた奴がなんでこんな風にと思う。確かに口が悪いところはありますし、反省しないといけないところだと思いますけど。」と語った[642]。
- 柔道の元全日本チャンピオンで、元プロレスラーでもある坂口征二は明治大学の後輩に当たる全柔連の上村に関して、一連の不祥事で「トップの責任はある」としながら、辞任表明が遅すぎたとの批判に対しては「よくやってるよ。ちゃんと後を引き継ぐっていうんだから、みんな信じて道をつくってやるべき。責任取って辞めるっていうのは、自分が何かやったならともかく、周りがやって辞めるっていうのはおかしい。人望もあるんだろ。頑張ってくれ。」との見解を示した。また、今後のキーマンになる人物として、同じく明治大学の後輩である吉田秀彦の名を挙げた[643]。
- 元プロレスラーの議員・アントニオ猪木は、上村について「我々から見て、ぶざまだよね。リーダーになる者にはカリスマが必要。俺もスキャンダルにまみれたことがあるけど、トップはみんなに夢を持たせる。格好よくやってほしいな。」と語った。また、選手上がりの人物が役員に就くのは分かりやすいものの、運営は別物であると述べて、今後日本維新の会から立候補している参議院選挙で当選した際には、全柔連に対する圧力を強めていくと語った。さらに、一部から提起されている全柔連を解体して新柔道連盟を設立するという案に賛意を示して、プロ活動に携わった柔道家の坂口征二や吉田秀彦、石井慧などに結集を呼びかける考えがあることも明らかにした[644]。
- 柔道家であり、プロレスラーで元参議院議員でもある神取忍も、学校ではなく町道場で柔道を習っていたので体罰を受けた経験はなく、体罰なしでも選手として活躍出来たと自らの体験を語った。その一方で、暴力はよくないが、柔道は肉体的接触が避けられない競技なので暴力の線引きが難しいとも述べた。また、ドラマの『金八先生』でかつて描写されていたような愛の鞭が通用する状況ではなく、体罰が容認されてきた時代は終わったものの、今回の問題で今後指導が甘くなる可能性がある点には違和感を表明した[645]。
- とある女子柔道強化指定選手はツイッターに、「園田前監督には今すぐにでも戻ってきてほしい」、「これ以上先生方やめさせたら混乱するのは私たち選手」「本当に訴えてるの強化選手なの？」などといった園田監督らを擁護する発言を投稿した[646][647]。
- ロンドンオリンピック57 kg級金メダリストである松本薫を小中学校時代に指導した岩井柔道塾の岩井克良もこの問題を受けて「勝つためにやむを得ない状況もあるだろうが、なるべく手は出さない方がいい」と語った[648]。
- 三井住友海上女子柔道部監督の柳澤久は、全柔連の第三者委員会から聴取を受けたあとのインタビューで、自チームのコーチでもある貝山仁美が暴力行為に関わっていないとされながら、まともな事情聴取も受けず連帯責任で戒告処分を受けたことに、「いいかげん過ぎる」と憤りを表明すると、全柔連幹部は「全員辞めてしまった方がいい」とも語った[649][650]。
- 陸上競技で活躍していた為末は日本スポーツ法学会の「アスリートの尊厳を守るためのシンポジウム」において、「体罰はドーピングに近い行為」との見解を示した[651]。
- 為末が主催する「アスリートソサエティ」の勉強会で准教授の溝口は「フランスでは暴力は一発で退場」と述べる一方で、今まで出てきた体罰は氷山の一角であり、柔道界では追放を恐れるあまり問題を語りたがらない傾向にあったとも述べた[652][653]。さらに、3月5日には日本外国特派員協会でこの問題に関する記者会見に応じて、改めて柔道界の暴力体質を批判するとともに、この転換点を機に体罰をなくしていかなければならず、フランスに出来たことが日本でも出来ないことはないと語った[654]。また、男子はバルセロナオリンピックの頃から竹刀で選手を殴るなどの暴力が横行していたとも語り、当時から体罰はなかったと主張する小川直也とは正反対の認識を示した。ただし、当時の女子においては体罰がなかったという。続けて、ロンドンオリンピックで惨敗したことで暴力の実態を告発しやすくなったので、指導者も過去の体罰と向き合い、体罰の習慣化という負の連鎖を断ち切るように務めるべきだと述べた[655]。
- 柔道家であり、フランス国民議会の議員ダビド・ドゥイエは「フランスに体罰はなく、このような問題を起こせば即座に法廷行きになるだろう」と語った[656]。
- ロンドンオリンピックの柔道48 kg級金メダリストであるブラジルのサラ・メネゼスも、体罰に関して「私の場合はコーチに叩かれないと目が覚めないから」と述べたという[657]。
- 柔道家であり、ロシア下院議員のドミトリー・ノソフも、2月28日に東京で開催された「日本・ロシアフォーラム」に出席後インタビューに応じて、今回の問題に驚きを隠せないと述べるとともに「柔道や空手道、弓道など日本発祥の武道は共通の『道』を求める心がある。ロシアでも、柔道はメダルを取るために強化するだけでなく競技の精神も理解されている」と発言した[658]。
- プロレスラーでもある衆議院議員の馳浩は、上村はJOC選手強化本部長のみならず、全柔連会長も辞職すべきだとの見解を示した。また、JOC会長である竹田恒和の辞任も合わせて求めた[659]。さらに、匿名で告発した選手側も強化に税金が使われているという自覚があるなら、問題が一段落した際に実名を公表すべきだとも発言した[660]。
- 3月23日には仙台市でスポーツ指導者を対象にした「東北スポーツサミット」が開催され、ゲストとして招かれた陸上競技100m元世界記録保持者のカール・ルイスは、選手と指導者が対等な関係で学び合う姿勢の重要性を指摘するとともに、アメリカでも過去に体罰はあったが現在は見られなくなったと述べた。また、同じゲストの三段跳元世界記録保持者であるウィリー・バンクスも、アメリカは過去の体罰への反省からそれが効果的に働かない教訓を得たと述べるとともに、全米各地で親が声を上げて裁判になった結果、指導者は選手に手を触れることさえ出来なくなった現状を説明した[661]。